# ナチス・ドイツの経済

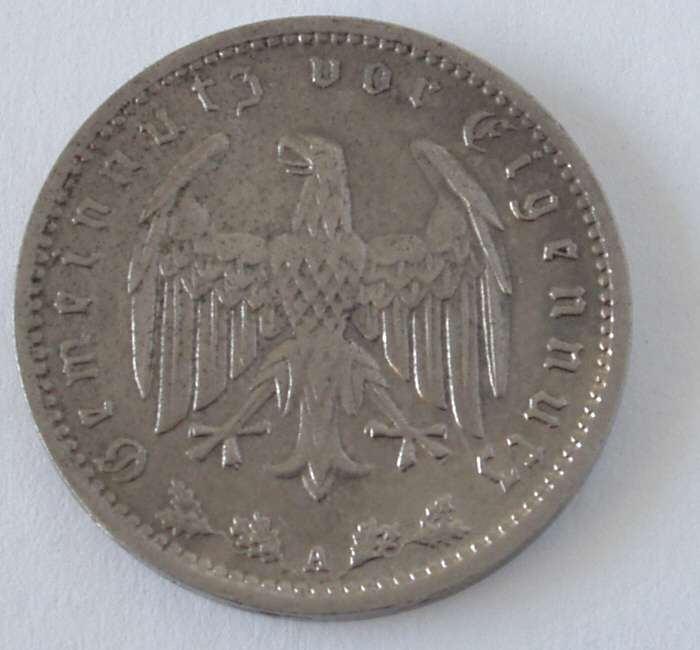
「公益は私益に優先する」（Gemeinnutz vor Eigennutz）の言葉がきざまれた1ライヒスマルク貨幣（1937年発行）

ナチス・ドイツの経済（ナチス・ドイツのけいざい）では、1933年から1945年までのドイツ、いわゆるナチス・ドイツ時代のドイツ経済について記述する。

## 概要
ヴァイマル共和政時代のドイツ経済は、一時好調であったものの1929年の世界恐慌と1931年の金融恐慌によって壊滅的な状況に陥った。失業率は40%に達し、社会情勢も不安定となった。この情勢下で政権を握ったのがアドルフ・ヒトラー率いる国家社会主義ドイツ労働者党（ナチ党）であった。ヒトラー政権は前政権からの雇用増加政策と、経済相兼ライヒスバンク（ドイツ中央銀行）総裁ヒャルマル・シャハトの指導による新規の計画などによって失業を改善し、1937年にはほぼ完全雇用を達成した。恐慌からの回復に関しては、同時期にアメリカで行われたニューディール政策よりも効率的であったという仮説も近年有力になってきているが、ドイツの回復は賃金の増大や民間消費拡大をともなわなかった。しかもドイツ経済の足かせであった外貨不足や、輸入困難による資源不足は解決されず、軍備拡大のために膨大な国家債務も抱えることになった。1936年からは自給自足経済の成立を唱えた第二次四カ年計画を開始するが、資源難と労働力不足は改善されなかった。1938年には軍備生産を3倍にするという計画が立てられたが、実務において一貫性はなく、財政危機で破綻した。こうして軍拡も不完全なまま第二次世界大戦の開始を迎えた。
戦争が始まると戦争経済体制に移行し、1940年に創設された軍需省が指導する体制になった。またポーランド人やユダヤ人の強制労働による占領地からの搾取も始まった。1942年にアルベルト・シュペーアが軍需大臣となると、ドイツの軍需生産は拡大されて総力戦体制の構築が進んだ。しかし戦局の悪化とともにドイツ経済は悪化の一途をたどり、敗戦を迎えた。

## 経済に関するナチスのイデオロギー
経済におけるナチズムのイデオロギーは不鮮明である。結党時からのメンバーで25カ条綱領の策定にも携わり、党の経済委員会の座長を務めていたゴットフリート・フェーダーは利子奴隷制の打破や企業の国有化、国際金融資本との戦いを持論としていた。ヒトラー自身も『我が闘争』においてフェーダーの主張を一部取り入れているが、同時に「国家は民族的な組織であって経済組織ではない」「国家は特定の経済観または経済政策とは全く無関係である」とも述べており、統一的なナチス経済政策というものは存在しなかった。
一方で経済政策について熱心であったのはグレゴール・シュトラッサーを中心とするナチス左派と呼ばれる社会主義的改革を求める派閥であった。しかしヒトラーが政権獲得のために保守派や財界に接近すると、左派は猛反発した。ヒトラーは1926年のバンベルク会議で左派を押さえこんだが、その後も一定の勢力は保持していた。1932年7月にナチ党が公表した経済振興策はシュトラッサーが起草したものであった。この振興策には道路網計画などの一部は後のナチス時代において実行されるが、この計画の実質的な発案者はユダヤ人のロベルト・フリートレンダー＝プレヒトルであった。また5月にはフェーダーの持論に基づく、全銀行・信用供給機関の国有化を提案している。政権獲得後にはこれらの計画は白紙に戻され、フェーダーや左派の思想がそのまま実行されることはなかった。
ヒトラーは1933年2月8日の閣議において、「あらゆる公的な雇用創出措置助成は、ドイツ民族の再武装化にとって必要か否かという観点から判断されるべきであり、この考えが、いつでもどこでも、中心にされねばならない」「すべてを国防軍へということが、今後4～5年間の至上原則であるべきだ」と言明するなど、ヒトラー内閣時代の経済政策はすべて軍備増強を念頭に置かれたものであった。
経済政策の基本には、民族共同体の構築、東方への侵略と植民による生存圏（レーベンスラウム）の拡大、そのための軍拡があった。個別政策では、経済団体統制に用いられた指導者原理、農業政策における独立小農民保護政策、労働環境からの女性排除、そして経済の脱ユダヤ化などはナチズムの思想に基づくものであった。

## 政権獲得から第二次大戦まで

### 前史

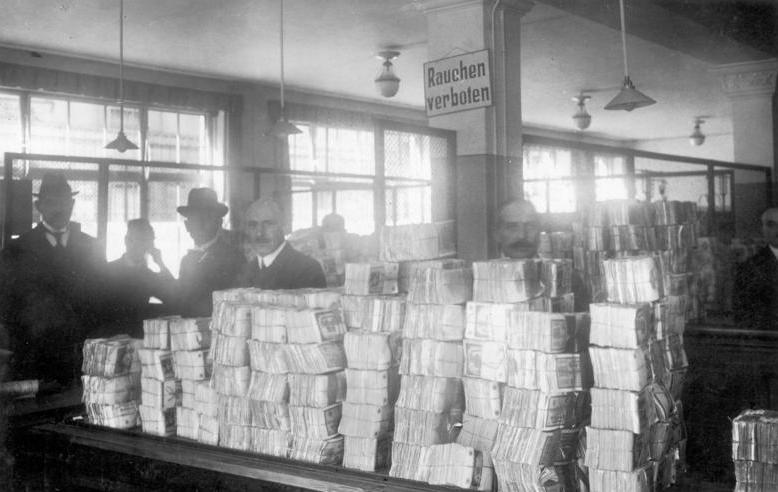
ヴァイマル共和政時代のハイパーインフレーション

第一次世界大戦後のヴェルサイユ条約によって莫大な賠償金を負わされたドイツは経済的にとっても不安定であった。フランスのルール占領に対する抵抗が引き起こしたインフレーションは天文学的な規模におよんだが、ライヒスマルク（以下、マルクと表記）の新規発行で終息した。その後は黄金の20年代と呼ばれる好景気期を実現したが、1928年頃から次第に景気は後退し、1928年半ば頃には159万人だった失業者が、1929年半ば頃までに20万人増加した。1929年10月に世界恐慌が始まると、アメリカをはじめとする外資によって支えられていたドイツ経済はたちまち破綻した。国内の需要は極端に減少し、財・サービスの輸出入は落ち込んだ。産業構造は第一次世界大戦期からの重工業・化学製品重視政策が継続されていた。
1930年に首相となったハインリヒ・ブリューニング首相は金融安定化策で不況に対応しようとした。景気悪化状況での経済対策には財源が必要であり、増税が不可避であった。しかし増税策は議会の反対で否決され、ブリューニングは大統領緊急令や複数化の選挙による強行突破で予算や金融政令を成立させた。ブリューニングが選択した政策は税収増加・福祉予算などの政府支出の削減・物価の抑制を主眼としたデフレ政策であり、彼は「飢餓の首相」と国内から批判を受けた。一方でハインリヒ・ブラウンス前労相の指揮の元、外国融資を資金として大規模な公共事業計画を立案した。
他方でライヒスバンク総裁のヒャルマル・シャハトは、本格的にナチ党に接近した。また、のちに「ヒトラーの銀行」と呼ばれたメルク・フィンク投資銀行の経営者アウグスト・フォン・フィンク・シニアが1931年2月3日、初めてヒトラーと会談した。この会談でフィンクとシュトゥットガルト相互保険公社（Stuttgarter Verein-Versicherungs AG）代表取締役でのち経済大臣に就任したクルト・シュミットは、ヒトラーが再び左翼蜂起を起こすため、アリアンツ保険から500万ライヒスマルクを拠出することを約束した。ただ蜂起そのものは中止になった。
1931年3月23日にはオーストリアとの関税同盟（独墺関税同盟）を結んだ。しかしこれはヴェルサイユ条約の「ドイツ・オーストリア合邦禁止」規定に抵触するとして連合国諸国から強い反発を受け、フランスは制裁としてオーストリアの資本を引き揚げた。これを受けてオーストリア最大の銀行クレジット・アンシュタルトが破綻した。メルク・フィンク投資銀行はこれも吸収合併したものの、ヨーロッパの金融危機を招いた。1931年7月にはドイツ第2位の大銀行ダナート銀行が支払い停止で閉鎖され、大統領令で8月までドイツ全土の銀行が閉鎖されたものの金融危機は収まらず、不況はさらに悪化した。外資もあてに出来ない状況となり、インフレの再来を恐れる世論やライヒスバンクが大規模な財政出動に反対したため、公共事業計画は縮小された上に実施されなかった。1932年2月には登録失業者が600万人、非登録失業者を加えた推計が778万人に達してピークを迎えた。産業総失業者割合は40％を超え、同時期のイギリスやアメリカの2倍近くに達している。金・外貨準備も減少が止まらず、すべての金・外貨管理をライヒスバンクが監督するよう制限を行ったが、1932年2月には10億マルクを割り込んでいる。
5月にはブリューニングが失脚し、フランツ・フォン・パーペン内閣が成立した。パーペン政権では租税証券による実質的な企業減税策が策定され、新規雇用を行った企業には一人につき年400マルクの租税証券を公布することで雇用を増大させようとした。またブリューニング内閣時代の公共事業計画を拡大し、総額3億マルクに及ぶ公共事業計画（パーペン計画）を開始した。また同年12月3日に首相となったシュライヒャーも雇用創出国家弁務官にギュンター・ゲーレケを任じ、雇用創出委員会を発足させた。この委員会は総額5億マルクにおよぶ雇用創出公共事業、緊急計画を決定し、ライヒスバンクによる部分的な同意も行われたが、翌1933年1月にシュライヒャー内閣が倒れたため実行されなかった。この両内閣はブリューニング内閣のデフレ政策を転換し、景気も反転ないし底入れした。
政局はきわめて不安定であり、ドイツ共産党と国家社会主義ドイツ労働者党（ナチ党）は勢力を拡張した。特に企業経営者などには右派が多く、共産党に対抗するためナチスに対する資金援助を行った。1932年11月19日にライヒスバンク元総裁ヒャルマル・シャハト、合同製鋼社長フリッツ・ティッセン、ヴィルヘルム・クーノ元首相らケップラー・グループの政財界人が連名でヒトラーを首相にするよう請願書を送っている。
1933年1月30日にはヒトラー内閣が成立した。経済対策に当たる経済相・農業食糧相にはナチ党と連立を組んだドイツ国家人民党のアルフレート・フーゲンベルクが就任した。ライヒスバンク総裁ハンス・ルター、ルートヴィヒ・シュヴェリン・フォン・クロージク財務相はパーペン内閣、シュライヒャー内閣と続けて留任した。

### 経済分野の強制的同一化
政権獲得後の1933年2月1日にヒトラーは国民へのラジオ放送で「二つの偉大な四カ年計画」として第一次四カ年計画の開始を発表し、失業者の削減と自動車産業の拡大を訴えた。しかし、その後にナチ党は国会議事堂放火事件（2月27日）後の二つの大統領緊急令、全権委任法によってきわめて強力な独裁権力を確立した（ナチ党の権力掌握）。ナチ党がまず行った経済政策は、ナチ党の思想に基づくよう政治・経済・産業界を再構成する強制的同一化であった。失業対策は前政権のパーペン計画・緊急計画を踏襲するのみで、労働政策のとりまとめが開始されたのは5月1日になってからだった。3月にはライヒスバンク総裁ルターがナチ党と対立して更迭され、ナチ党の支持者であったシャハトが再任された。シャハトは8月からは経済相も兼ね、1935年5月21日には戦争経済全権にも就任、この後の経済政策を主導することになる。
5月2日にはすべての労働組合は解散され、ロベルト・ライが率いるドイツ労働戦線に一本化された。これにより労使関係調整はナチ党の手中に落ちた。7月15日には強制カルテル法が施行され、新規企業設立の禁止、同業企業によるカルテル設立の強制と、国家による監視と規制が行われる体制が始まった。9月13日には帝国食糧団体暫定設立法によって分野別の経済団体が設立され、国がその指導者を任命することで経済活動を統制する仕組みが定められた。指導者制度はナチズムの基本概念である指導者原理に基づくものであり、経済団体は国家の下部機構として動くようになった。11月16日には価格停止令が布告され、商品の価格と原価の管理を国が行うこととになった。
1934年2月には経済有機的構成準備法が施行され、企業は各分野の経済集団（Wirtschaftsgruppe）もしくはライヒ工業集団の地方組織に入ることが義務づけられた。7月、シャハトは経済措置法によってから9月までの間、既存の法律の枠を超える権限を手に入れた。この権限に基づき8月20日には商工会議所令が発せられ、商工会議所の権限が拡大された上で、経済大臣が会頭・副会頭の任免権を含む監督権を持つこととなった。これによって商工会議所の主要人事の大半はナチ党関連の人物が占めることとなり、全国の中小企業もナチ党体制に組み込まれた。こうした企業統制化の影響で、株式会社数は1933年の9148社から1934年8618社、1935年7840社、1936年7204社と明確に減少し、資本集中が顕著となった。

### シャハトの時代

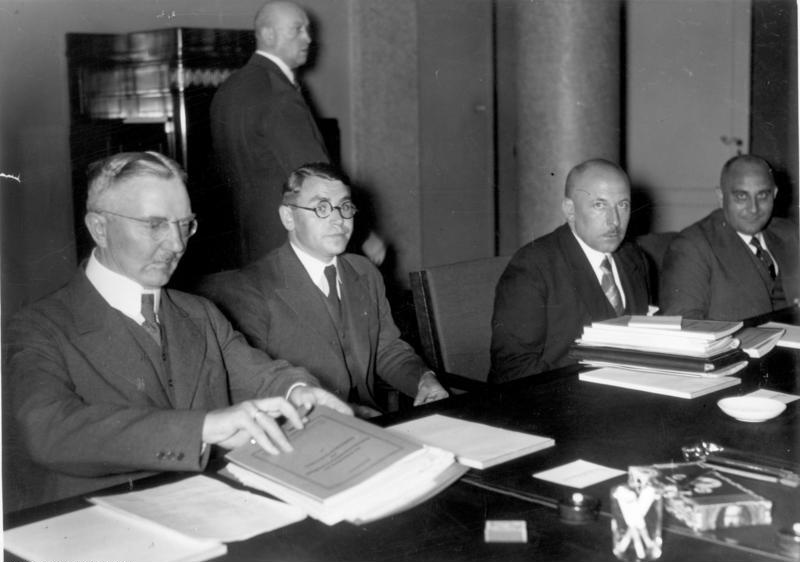
シャハト（左端）とエミール・ポールらライヒスバンク首脳。1934年

5月31日にヒトラーは指導的経済人と会議を行い、この席で道路網整備と住宅増加が雇用増大の出発点であるとした。また大企業からの要請に基づき、租税の5年間据え置きと、社会政策支出削減によって予算を均整化する方針を固めた。これ以降6月1日には第一次失業減少法（ラインハルト計画）、9月21日には第二次失業減少法（第二次ラインハルト計画）、9月23日からはアウトバーンの建設といった半奉仕活動的な雇用による失業抑制策がとられた。また結婚奨励金や家事手伝いの奨励により、女性を労働から家庭に送り込むことを奨励したが、生活消費を増加させる効果もあった。これらの政策によって登録労働者は1933年のうちに200万人減少したが、奉仕活動的な雇用や統計操作を含むものであり、再軍備や軍需拡大による雇用創出が行われるまでの時間稼ぎ的な性質のものであった。一方で企業に対して租税減免措置がとられ、自動車産業に対する保護育成策もとられた。また低調であった民間投資を集中するため、重点的事業でない繊維・紙パルプ・ラジオ・自動車部品製造などの分野には投資禁止措置がとられた。
1934年3月をピークとして雇用創出での雇用は減少しはじめ、1935年には20万人程度まで低下した。この間に生産財製造業や建築業、自動車産業での雇用が進んだ。また1935年3月16日には正式に再軍備が開始され（ドイツ再軍備宣言）、徴兵制が再開されたことで国防軍に86万人が吸収されたこともあって失業問題は解決され、ほぼ完全雇用が達成された。
また大規模な公共投資は直接的な雇用だけではなく、関連企業の投資を促して景気回復を促した。1936年には国民総生産が1932年比で50％増加し、1936年には国民所得が42％、工商業各指数生産指数が88％、財・サービスへの公共支出が130％、民間消費指数が16％増加した。しかし各種政策への出資にともない、1933年から1937年の期間で国家債務が110億マルク増大していた。産業面では公共事業に直結する生産財製造業や建築業の活況が景気を支えた。特に自動車産業の成長が目立ち、1934年の生産額は過去最高の1928年比で148％、1935年には200％を超えた。さらに雇用数は1934年には過去最高の1928年の水準に達し、1935年にはこの水準をも超過した。さらに石炭・冶金・機械工業企業では総利益が2倍になっている。この一方でヴァイマル時代からの外貨不足状況は変わっておらず、原材料である生糸や綿の輸入が進まなかったため、消費財分野の主力である繊維工業は停滞し、消費財分野全体の雇用者もほとんど増加しなかった。また、統制による賃金抑制は国内消費水準回復の遅滞を招いた。また、同時期には食糧相リヒャルト・ヴァルター・ダレが推進した血と土のイデオロギーに基づく農本主義的農業政策が行われたが、自立小農民を保護する政策は経営合理化を妨げ、増産につながらなかった。また農地の長子単独相続を定めたために次男以下の離農が進み、農業振興とは逆行する事態が発生した。このことと天候不順が重なり、食料輸入が1936年代の課題となる。

#### インフラ
帝国アウトバーン会社の設立に関する法律によって、6月30日にドイツ国営鉄道の子会社である帝国アウトバーン会社が設立され、技術者であったフリッツ・トートが「ドイツ道路総監」に任命された。アウトバーン関連には1935年6月までに4億マルクが投資され、最大12万人の雇用が行われた。ただし、アウトバーン関連労働者の一部に対しては少額の手当と衣食住の支給が行われたのみであり、賃金と呼べるほどのものは受け取っていなかった。

#### 各種助成
自動車税法改定により、自動車・オートバイの購入には免税措置が行われた。また第一次ラインハルト計画では設備投資に対する各種税の免除、租税軽減法では工場建物改修費用の一割が減免された。第二次ラインハルト計画では住宅建設促進のため、住宅補修や改築に資金援助を行ったほか、借り入れを行った際の利子肩代わりも行った。このため1934年の住宅建築数は新築の割合が少ないとはいえ、1929年の水準に戻っている。重工業・化学分野の産業育成も継続された。

#### 財政・金融

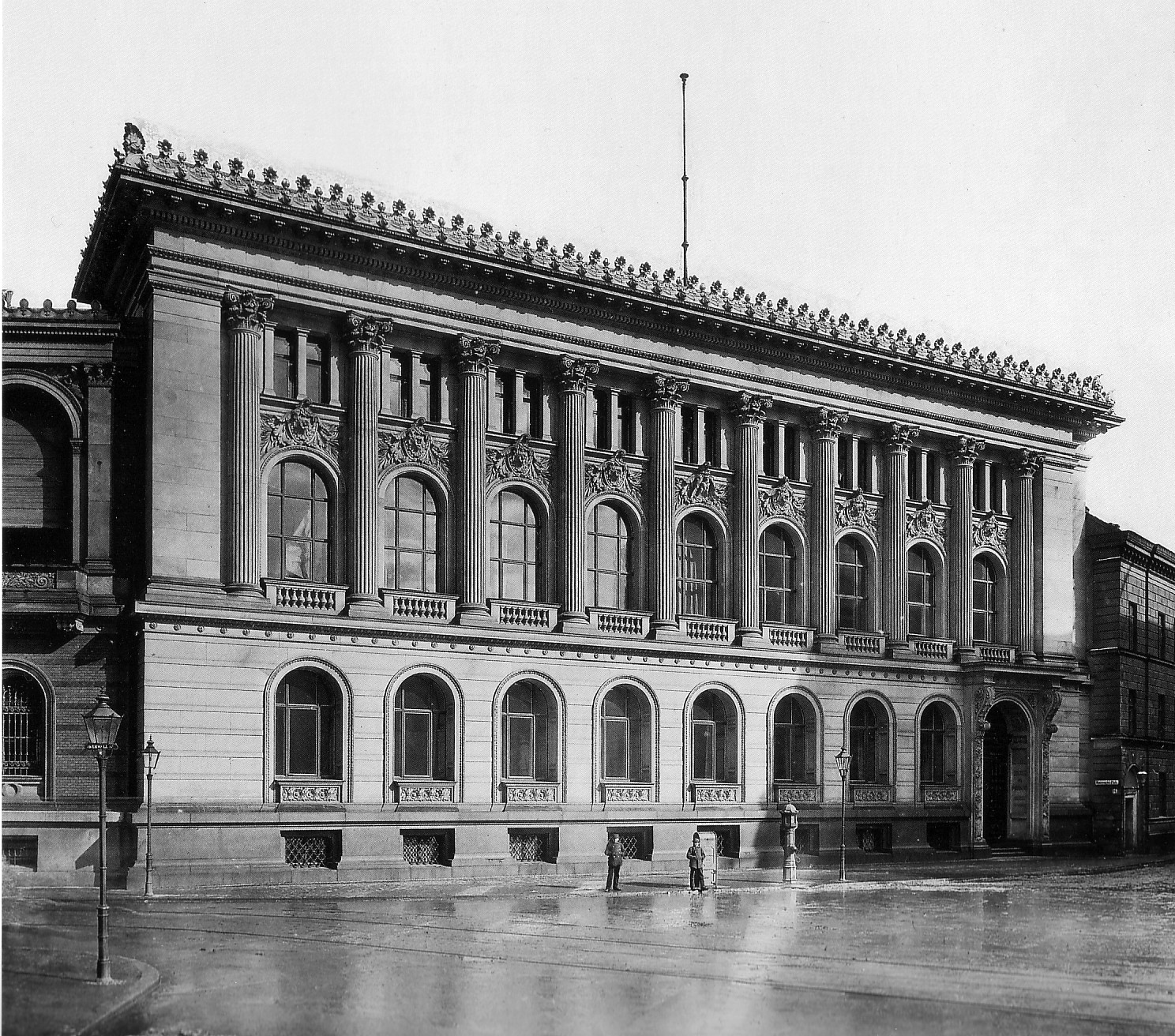
ライヒスバンクの建物（1903年）

財源は、ヒトラーが増税を否定し、公債発行も困難であったため、割引手形という手段にたよるほかはなかった。雇用創出に関しては国が支払いを保証する3ヶ月の雇用創出手形が創出された。この手形は3ヶ月期限であったが、借り換えによって最大5年までの割り引き期限延長が可能であった。しかし雇用創出以外の公共事業や軍需面でも資金が必要であったが、公然たる多額の公債発行は破滅的なインフレを招く危険性があり、シャハトは一種の抜け穴を利用することにした。1933年4月に政府は軍に対する通常の予算監督の免除を決定し、6月に特別財務局を設立して軍への予算外資金を管理することにした。1933年5月、国防省とライヒスバンクは有限会社冶金研究協会（Metallurgische Forschungsgesellschaft、MEFO）を設立した。同社は国防省とライヒスバンクによって手形引受機関として作成されたペーパーカンパニーであり、資本金はクルップ、ティッセン、シーメンス、グーテホフヌングスヒュッテ、ドイツ工業企業が20万マルクずつ拠出している。公共事業や軍需の発注を受けた会社は有限会社冶金研究協会に3ヶ月期限の手形（メフォ手形）を振り出し、この手形をライヒスバンクが割り引くことで支払いにあてた。この手形も雇用創出手形と同様支払期間は延長可能であったが、割引き機関はライヒスバンクのみであった。また支払保証や予算に対する償還計上も行われなかった。

#### 貯蓄奨励
ナチス政府にとって、金融恐慌の再来を防ぐ金融システム構築と、軍事費捻出の両方の政策の鍵が国内預金量の半分を占める全国の貯蓄銀行であった。貯蓄銀行は1931年の改革によって独立公法人となっており、政府にとって利用しやすい存在であった。政府は国民貯蓄会議を設立し、「貯蓄は労働とパンをもたらす。浪費は国家建設のサボタージュ」と喧伝した。また労働戦線傘下の歓喜力行団による旅行貯蓄・オリンピック貯蓄・ヒトラーユーゲント貯蓄など特別貯蓄制度も貯蓄熱をあおった。全国の預金量に対する貯蓄銀行の割合は1930年には42.4％、1933年には53.5％で115億マルク、1935年には58.1％、1939年には57.4％と増加し、開戦後の1939年年末には193億マルクに達した。貯蓄銀行はこの膨大な資金力で公債を買い支え、静かな戦時貯蓄と呼ばれるもう一つの戦争財源となった。

### ゲーリングの時代
1936年夏頃には外貨不足と2年連続の農業不振が重なって、ドイツ経済は深刻な原料危機を迎えており、景気失速の危険があった。この危機を乗り越える方策としては協調外交と軍拡の減速に政策を切り替えるか、軍備拡大を続けて領土拡大によって占領地から収奪するかという二つの道があったが、ヒトラーとナチ党にとっては後者以外の選択はあり得なかった。このため前者の路線を志向するシャハトは放逐される運命であった。さらに食糧輸入への外貨割当拡充をめぐってシャハトと食糧相ダレが深刻な対立を開始した。ヒトラーの命令でナチ党No2の航空相ヘルマン・ゲーリングが仲介に入り、彼は外貨・原料問題の全権を掌握した。
8月の夏期休暇の最中、ヒトラーはオーバーザルツベルクのベルクホーフにおいて、「第二次四カ年計画」の秘密覚書を書き上げた。この覚書には、4年以内に戦争を可能ならしめるための国防経済体制への移行計画が書かれていた。9月9日、ヒトラーはニュルンベルク党大会において、覚書に基づいた自給経済体制（ドイツ語: Autarkie、アウタルキー）の確立を目指す第二次四カ年計画の開始を発表した。10月18日には四カ年計画施行令が発令され、ゲーリングが四カ年計画受託官として、計画遂行のための全権を付与された。シャハトはゲーリングと対立し、1937年11月に経済相を辞任した。以降ゲーリングが経済相も兼ねることとなり、経済分野の全権を掌握することとなった。
計画が進展する1938年頃には過剰な通貨供給と軍需拡大によってさらに景気が過熱し、インフレの危機と外貨不足がいっそう深刻化した。このため1936年11月の物価ストップ令など物価抑制措置が相次いでとられた。また資本集中もいっそう進み、ドイツ企業の12.5％を占める500万マルク以上の大株式会社が、全企業の資本金総額の78.5％を占めるようになっていた。

#### 四カ年計画

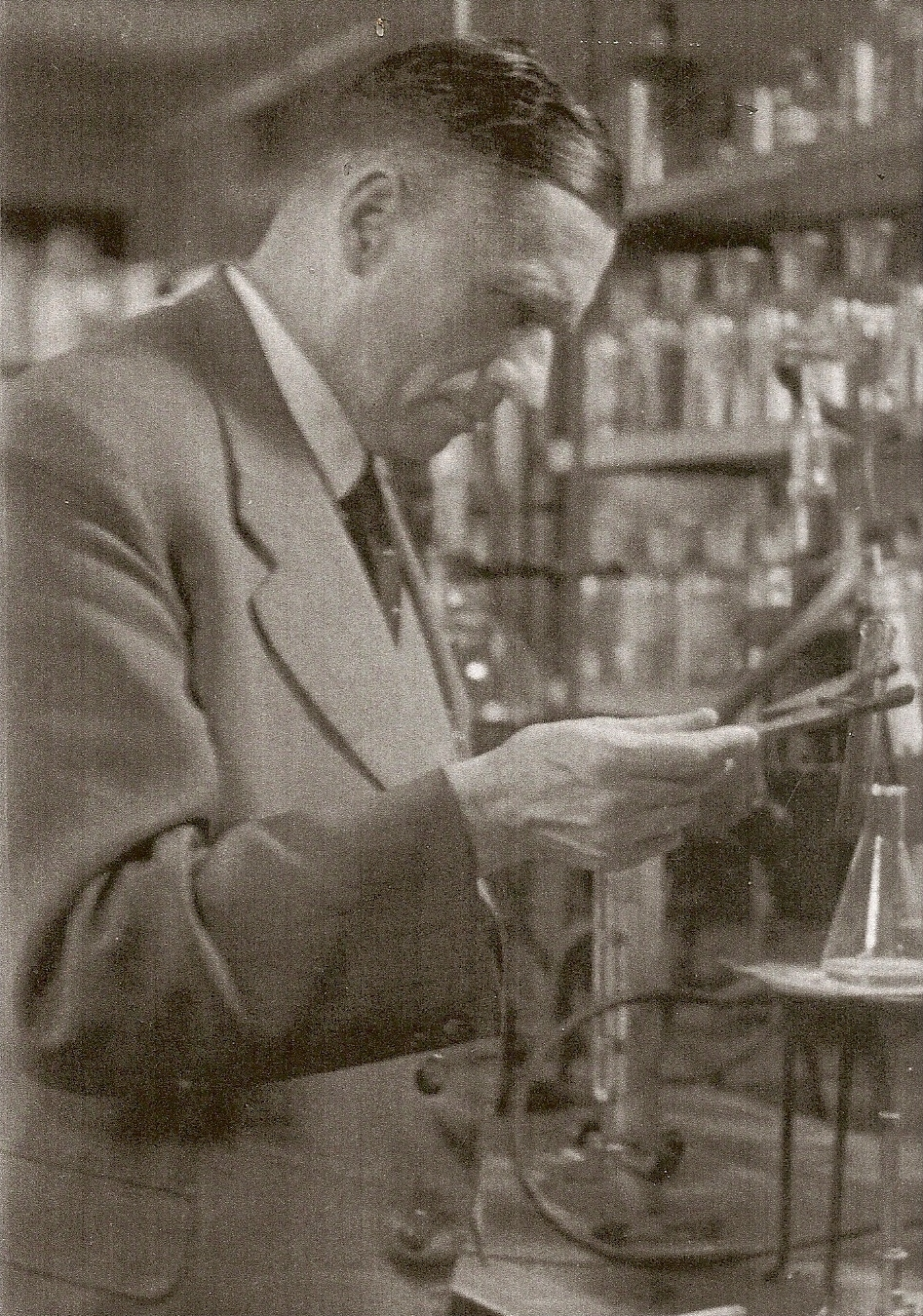
カール・クラウホ。1942年

四カ年計画による自給経済構築とは、外貨不足により輸入が困難であるため、資源の国内自給を高めるものである。ゲーリングが12月17日の演説で「政治の必要に応じて採算を無視した生産を行わねばならない。どのくらい費用がかかってもかまわない。戦争に勝利すれば十分に償いがつくからだ。」と語ったように、計画の実行は経済性を無視したものであった。1938年2月にはヴァルター・フンクが経済相と戦争経済特命委員に就任したが、フンクはゲーリングの腹心であり、大きな路線変更は行われなかった。この四カ年計画で実権を握ったのは、最終的にはゲーリングに次ぐナンバー2となったIG・ファルベンのカール・クラウホであった。
四カ年計画では戦時の輸入途絶を前提として、化学繊維や人造石油・合成ゴムなどの代用品開発が推進された。また1937年7月には国営企業としてヘルマン・ゲーリング国家工場が設立され、これまで不採算のため放棄されてきた国内資源の開発にあたった。四カ年計画のために投じられた資金は、ドイツ全体の設備投資金額の半分以上を占める莫大なものであった。また四カ年計画の技術者はIG・ファルベンの関係者が多く、1939年の段階で20％、戦時には30％がIG・ファルベン出身者であった。また10月29日の執行令により四カ年計画局にライヒ価格形成監理局が設置され、経済集団と連携して全国の価格を監視した。
しかしドイツ国内の資源類は偏っており、また軍需産業への労働力集中は農業人口の減少を招き、食糧自給が困難になった。1937年11月5日の秘密会議でヒトラー自身も完全な自給経済体制構築は不可能であると述べ、自給が可能であるのは石炭・鉄鉱石・軽金属・食用油にすぎず、食糧にいたっては「まったく無理」であるとした。ヒトラーは食糧自給のためにはヨーロッパ内での領土獲得が不可欠であると述べ、近い将来における戦争準備推進を要求した（ホスバッハ覚書）。
1938年になると四カ年計画の軍備への傾斜がいっそう鮮明となった。7月以降いくつかの部分計画が追加されたが、四カ年計画としてのまとまりを欠くようになった。12月にはアウトバーン総監であったフリッツ・トートが建設経済統制特命委員に任ぜられ、彼の指揮下にあるトート機関が、アウトバーンの他に西部国境の要塞線ジークフリート線などの軍事施設建設を開始している。1939年頃には四カ年計画の機構すらも統一性を失っていった。これらの政策で石炭は8000万トンの増産に成功し、鉄鉱石生産高は1932年の260万トンから1938年の1500万トンへ急成長した。しかし自給の努力にもかかわらず、物資備蓄ははかばかしく進展せず、1939年10月の時点でガソリン、ゴム、鉄鉱石、銅、ボーキサイトの備蓄量はわずか半年分に過ぎなかった。1938年秋からライヒスバンクは不動産抵当融資を禁止したため、公的資金による住宅の建設が停止した。ドイツはすでに深刻な住宅不足に陥っていたため、失望を招いた。

#### 財政・金融
通貨であるマルクの切り下げはたびたび検討されたが、マルクの切り下げは再軍備と両立しないために実現しなかった。1936年、前帝国価格監視管理官のカール・ゲルデラーはドイツの通貨政策を検討し、国際経済でドイツの悪化を防ぐにはマルクの切り下げと変動相場制が必要だと述べた。ライヒスバンクの職員はゲルデラーに賛成し、企業人もシャハトに通貨調整のための輸出課税制度を廃止するよう提案した。しかし、ヒトラーやシャハトはマルク切り下げの議論を拒否した。
1937年の時点でメフォ手形の発行額は120億マルクに達していた。シャハトはこれ以上の増発は国家の支払い能力を超えるとして、1938年にメフォ手形を発行停止にした。1938年2月以降、ドイツのマネーサプライはそれまでの5年分を超える増加となった。公共事業と再軍備が主な原因であり、賃金格差が激しくなった。ライヒスバンクは各産業の賃金と価格水準の乖離を指摘し、賃金と物価の構造が崩壊したと表現した。
しかしメフォ手形及びライヒスバンク・政府が発行した手形の債務は短期金融市場を圧迫し、さらにヒトラーの拡張政策による軍備費の増大もあった。1938年9月にはドイツ国営鉄道やライヒスポストの資金を流用して乗り切ったものの、10月のライヒスバンクによる国債発行は30%近くが売れ残って失敗し、12月には20億マルクの不足が出た。長期借入による資金調達が不可能となった政府は、インフレーションを容認するか、増税かの選択を迫られた。
軍拡のためにはさらなる資金が必要であり、ゲーリングらはメフォ手形の償還を行わず、中長期債による資金調達を開始した。シャハトらライヒスバンク首脳はこれに抗議し、1939年1月7日に債券増発の危険性を警告する書簡をヒトラーに送った。これは経済面から進路を変更しようとするライヒスバンク側の説得だったが、ヒトラーは激怒してシャハトらを更迭し、フンクをライヒスバンク総裁に据えて人事を一新した。6月15日にはライヒスバンク法が制定され、独立性を失ったライヒスバンクは国家に従属する一官庁に位置づけられた。
1939年5月、国防軍は二種類の租税証券を発行して軍事費調達にあたった。この増発は証券の相場下落や受け取り拒否を招いたために発行は11月に停止され、ライヒスバンクが引き取る形となった。また政府はライヒスバンクから無制限に信用供与を受け、それで政府財政をやりくりする事態となっていた。ライヒスバンクの対政府信用はさらに増加し、インフレ圧力が強まった。

#### 領土編入
1935年にザールラントがドイツに復帰し、ドイツの石炭収入は飛躍的に増加した。1938年3月13日にはオーストリアが併合され（アンシュルス）、ドイツ経済域に組み込まれた。オーストリアには60万人の失業者が存在するなど不況のまっただ中であったが、ドイツは7億8200万マルク相当の金・外貨準備と水力発電を含む膨大な資源も獲得した。工業生産高が8%追加され、鉄鉱石を産するアルピネ鉱業はヘルマン・ゲーリング国家工場が獲得した。3月23日にはオーストリア経済復興令が発令され、公共事業による雇用拡充が行われた。同年11月には継続して失業している者は10万人に減少したと発表されている。しかし、オーストリアは食糧と鉱業原材料を輸入しているため、国際収支には長期的にはマイナスの影響となった。オーストリア貿易が加わることで、ハンガリーやポーランドはドイツに対する貿易依存率が増えたため、貿易条約締結につながった。
同年10月にはミュンヘン会談の結果、チェコスロバキアからズデーテン地方を獲得した。政府はこれによって同地の繊維・ガラス・陶磁器工業を手に入れた。さらに翌1939年3月にはチェコをベーメン・メーレン保護領として支配下に置き、同地の鉱山や当時世界有数の武器工場を手に入れた。また、外貨不足にあえぐドイツにとって、保護領の外国貿易は貴重な外貨供給源であった。

#### ユダヤ人からの収奪
ナチスは発足時から反ユダヤ主義を掲げており、政権獲得後にはユダヤ人商店に対するボイコットなどを扇動していた。しかしシャハトは経済分野を阻害する反ユダヤ主義には反対の立場を取り、1935年11月に全国の商工会議所会頭にユダヤ人の自由な経済活動を保障する必要性を説く書簡を送った。しかし1937年後半以降、経済の脱ユダヤ化政策が加速し始めた。
オーストリア併合後の1938年3月11日は、オーストリアでユダヤ人への暴力と略奪が起きた。オーストリアでユダヤ人が経営する企業は、ナチ党員の長官の管理下となった。4月26日には、ドイツとオーストリアのユダヤ人は5000マルク以上の資産の報告が義務化され、四カ年計画の組織はユダヤ人の資産を利用できるようになった。6月14日には経営陣に一人でもユダヤ人がいる経営をユダヤ経営と見なし、諸官庁のリストに登録された。
ライヒスバンクは、非アーリア系企業への融資を中止する指示を出した。ユダヤ人企業は原材料配分の最下位とされた。アーリア化業務としてユダヤ系施設の売却も行われ、繊維関連工場340カ所、卸売企業370カ所があり、民間銀行22カ所の中には有名銀行も含まれていた。ドイツ系企業は、元ユダヤ人の資産を破格の安さで購入した。ユダヤ人が受けた略奪で最も利益を得たのは、ドイツ国家とドイツの納税者だった。親衛隊はドイツ国内からのユダヤ人追放を意図していたが、ドイツでは外貨不足の影響で出国費用が高くなっており、ユダヤ人の国外移住が少ない理由にもなっていた。ライヒスバンクの試算によれば、ユダヤ系ドイツ人の国外移住には22億から51億5000万マルクに達するとされ、この金額はライヒスバンクの外貨準備の数倍であった。ユダヤ人に移住をすすめながら、資本を国外へ持ち出すユダヤ人を非難するという状況になり、ユダヤ人への差別は悪循環を起こした。
11月9日には国内各地でユダヤ人が虐殺され、商店のガラスが割られて道路に飛び散ったために水晶の夜と呼ばれた。11月12日にはユダヤ経営の営業や、ユダヤ人が経営を行うことが禁止され、同日に施行された資本税は3年間に112億7000万マルクの税収があった。さらにドイツから出国するユダヤ人から資本逃避税として数億マルクを得た。12月3日にはユダヤ人資産税でユダヤ経営資産や有価証券の譲渡が定められ、ユダヤ人の土地取得が禁止された。またこうして譲渡された経営に勤務していたユダヤ人は解雇が厳命された。1938年のうちにユダヤ経営の大半はドイツから姿を消し、ユダヤ人の9割が経済基盤を失った。このためこの年はヴォルフガング・ヴィッパーマンによって「ドイツユダヤ人の財政の死」と表現されている。さらに1939年にはユダヤ人保有の金・銀・プラチナや宝飾品の供出が義務づけられるなど、迫害はますます進行した。大規模な迫害にも関わらず、ユダヤ人からの収奪で得たものは国内の資金移転であり、ドイツ経済全体の改善にはならなかった。

#### 経済学者の見解
1938年6月2日、国防軍国防経済局とライヒスバンクの共催で会議が開かれた。ライヒスバンク、国防軍の軍事経済スタッフ、権威ある経済学教授たちが出席して議論が行われ、ドイツ経済について以下のような問題点があげられた。
財政的なその場しのぎの手法（メフォ手形など）
一元化されていないドイツ負債の危険性
公的債務の限界
さらなる消費制限の可能性
ライヒスバンクによるお金と信用創造の管理
将来的な企業部門からの信用要求の増加を満たす可能性
政府発注が一時的に緩和した場合デフレ兆候の危険性
公的部門以外のバブル経済の危険性
誤ったうわべだけの資金流動性が広がることの危険性
企業の自己資金繰りによる危険性
議事録には、出席者は重要な点について合意したので目的を達成したと記録されている。
アメリカが英仏に協力した場合にドイツが不利になるという予測は、広く共有されていた。1939年5月24日、国防軍の主任エコノミストであるゲオルク・トーマスは、外務省職員に軍事経済の課題を講義した。英仏米の3カ国は1940年以降の防衛予算でドイツを20億マルク上回り、国民所得における軍備の負担は、ドイツの23%に対してイギリス12％・フランス17%・アメリカ2%だった。一連の分析は、時間の経過によってドイツがより不利になることを表していた。トーマスはヴィルヘルム・カイテルとヒトラーに開戦をとどまるよう説得を試みたが、失敗に終わった。

### 所得・物価
1930年代のドイツ人の時給は、マルク単位ではなくペニヒ単位だった（1ドイツマルク＝100ペニヒ）。時給1マルクを超えるのは工作機械熟練工・植字工などであり、男性で最も低いのは製材所・繊維工場で59ペニヒだった。1936年の完全雇用時点では、全納税者の62%の1450万人は年収1500マルク以下で週給30マルク・時給約60ペニヒにあたる。ブルーカラー労働者の年収は1500から2400マルク、ホワイトカラー労働者は3000マルクだった。所得は職業の他に性別によって大きく格差があった。
支出では、飲食物・タバコ・コーヒーなどが生活費の43%から50%であり、家賃に12%、公共料金に5%かかった。4人家族の場合は残りが月額67マルクとなり、これで衣服、住宅設備、交通費、医療保険費、教育費などの出費をやりくりする必要があった。
アメリカやイギリスとの経済格差は大きく、同時代のアメリカのデトロイトと同水準の生活をベルリンやフランクフルトでするには5380マルクから6055マルクが必要だった。1930年代後半にラジオを購入できたのは半数の世帯であり、イギリスは68%、アメリカは80%だった。

### 労働政策
| 年     | 失業者数 | 名目時間賃金率 | 名目週賃金収入 |
| ------ | -------- | -------------- | -------------- |
| 1929年 | 1,898,6  | 122.4          | 149.4          |
| 1930年 | 3,075,5  | －             | －             |
| 1931年 | 4,519,7  | －             | －             |
| 1932年 | 5,575,4  | 100            | 100            |
| 1933年 | 4,804,4  | 97.0           | 102.2          |
| 1934年 | 2,718,3  | 96.8           | 109.7          |
| 1935年 | 2,151,0  | 96.8           | 122.3          |
| 1936年 | 1,592,6  | 96.8           | 116.6          |
| 1937年 | 912,3    | 97.0           | 120.6          |
| 1938年 | 429.4    | 97.4           | 126.5          |
| 1939年 | 104,2    | －             | －             |
| 1940年 | 43,1     | －             | －             |

#### 雇用創出
ヴァイマル共和国時代からの重要な政治課題が膨大な失業者問題であった。1927年から機械力より人力を優先させる公共事業（緊急事業、ドイツ語: Notstandsarbeit）で雇用を創出しようという雇用創出計画が策定され、パーペン・シュライヒャー政権時代に決定されていた。
ナチス政府はパーペン計画と緊急計画を継承した上で、主要な雇用創出計画を1933年中に策定した。組閣後の2月1日にヒトラーは農民救済と失業問題解決を公約し、ヒトラーを議長、財務相クロージク、経済・農業相フーゲンベルク、労相フランツ・ゼルテ、労働担当国家弁務官ゲーレケによる雇用創出委員会を再スタートさせた。しかしナチ党を無視した政策を取ろうとしたゲーレケは3月に横領の疑いで逮捕され、ナチ党主導による雇用政策があらためて開始されることになった。6月1日には第一次失業減少法、通称第一次ラインハルト計画がスタートした。
ラインハルト計画は宣伝を意図しており、東プロイセンの長官であるエーリヒ・コッホは雇用闘争(Arbeitsschlacht)と呼ばれる運動を展開し、13万人の失業者を6ヶ月で農業入植地で雇用することに成功したと報告した。実際には、全人口の1.89%にあたる東プロイセンに対して不釣り合いな予算を雇用創出資金から投入して成立したイベントであり、より失業が深刻だった大都市圏には恩恵が少なかった。6月27日には、帝国アウトバーン会社の設立に関する法律(Gesetz über die Errichtung eines Unternehmens Reichsautobahnen)が公布され、7月15日には租税軽減法、9月21日には第二次失業減少法、通称第二次ラインハルト計画がスタートした。

#### 供給削減
雇用創出の一方で、ナチス・ドイツ政府は追加雇用（ドイツ語: Zusätzliche Beschäftigung）と呼ばれる失業者数の削減政策を取った。これは工業生産過程外で失業労働力を吸収し、労働市場の過密を緩和させるものであった。
この追加雇用には緊急事業や1931年から始まった労働奉仕などがある。これらの事業に参加した労働者は衣食住は現物支給されたものの、賃金と呼べるほどのものは受け取っておらず、期間も短かった。また大卒の若者を一年間農業年季奉仕に出し、労働市場への労働力供給を延期させた。
さらに女子労働力の削減政策も行われた。第一次ラインハルト計画では結婚奨励と女子家事手伝いに対する優遇措置が盛り込まれ、女性の労働市場から家庭への移動が促進された。

#### 労働環境
労働者はドイツ労働戦線（DAF）に加盟し、その指導に従うようになった。労働戦線の組織歓喜力行団は労働者に余暇・スポーツ・演奏会・祭典を提供し、その中でナチズムの浸透を図った。
一方で賃金抑制策のため、景気が回復しても労働者の時間当たりの収益は伸びなかった。原則的に一日8時間、週40時間労働が定められていたが、労働力不足が深刻になると労働時間を延ばすことで対応した。また失業保険の保険料も引き下げられることはなく、支払い条件も厳格化された。集められた資金は本来の役割ではなく、公共投資のための基金となった。

#### 完全雇用の達成
諸計画を合計するとドイツ国家は1933年から1935年にかけて雇用創出費として50億マルク投じ、うち30億マルクは雇用創出手形によって調達された。この手形償還は1938年までに終了したが、財源は不明確である。また、雇用に関する減免税は1933～1934年にかけて7億9000万マルク、租税証券発行も12億790万マルクに達した。
政府は雇用創出のため、機械力などによる経済合理化を制限することで、人手を増加させる方策をとった。第一次ラインハルト計画や1933年7月15日の「タバコ産業における機械使用の制限に関する法」には機械力制限が明記されており、事業資金中の賃金費用の割合が増大した。事業資金全体に占める賃金割合はパーペン計画では43.8％、緊急計画では38.0％、アウトバーン建設では46％、第一次ラインハルト計画に至っては70％であった。
パーペン計画、緊急計画、第一次ラインハルト計画の三計画によって1935年までに50万人の雇用が生み出され、さらにドイツ国鉄も4万人の職員を雇用した上に6万人を短期雇用し、さらに発注によって工業・手工業界に25万人の雇用を生み出した。また郵便事業などの公社も個別に雇用を増大させている。
1933年の一年間で失業者は200万人減少したが、工業雇用の回復よりも失業者数の減少が大きいなど、再び生産過程に吸収されたのはその7割ほどであった。また従来失業者にカウントされていた失対労働者、農業補助者、勤労奉仕者を労働者として数えるという統計操作も行われていた。しかし失業者を減少させるという社会政策的には大きな意味があり、ナチス政権の安定化に寄与した。1935年以降の再軍備による軍の雇用もあり、1937年には失業者数を求人者数が上回り、ほぼ完全雇用が達成された。

#### 労働力の再配置
完全雇用は達成されたものの、業種間の労働者需要に偏りがあり、特に建築・金属の分野では熟練工が不足していた。またヒトラーの志向する自給自足経済には、労働力の再配置が不可欠であった。このため政府は1934年12月29日の「熟練金属労働者配置令」、1935年2月26日の「労働手帳導入に関する法律」、1936年6月26日の「公共建築事業実施に際しての労働力需要の届け出に関する命令」など、労働力需給を国が調整するための法律を次々と制定し始めた。
軍需産業の活況にともない景気が上昇することで、民間における労働力需要はますます高まった。政府は賃金を上昇させない政策を取っていたが、企業は残業時間を増やしたり、手当を増額することで給与を上げ、労働力の争奪に走った。このため政府の監視にもかかわらずじわじわと給与水準は上昇した。
1938年5月からは西部国境の要塞線ジークフリート線の建設が始まったが、総工費35億マルクにのぼるこの要塞線の構築には10万人の工兵隊と、トート機関による35万人の労働奉仕者が参加し、国内の労働市場はさらに逼迫した。6月22日、政府は労働力の確保のため、国策上特に重要なる任務の為の労働力需要確保令を発令し、国民に政府が求める職場での労働、もしくは職業訓練を受ける義務を課した。これにより、国民の職業選択の自由は失われた。国民を最も生産的な場所に配置するために、国防評議会は全国民に国民カード目録への登録を義務づけた。国民カードは親衛隊秩序警察のクルト・ダリューゲにより管理された。行政では法務と税務を簡素化して人員を異動させ、全ての製造工場は査察を受けることとなった。

### 各産業

#### 農業
食糧問題の解決は、200年ほど前からのヨーロッパの関心事であった。ヒトラー政権が自給自足や農業に関心をもったのも、この流れに含まれる。1933年の国勢調査では人口の約29%が農業従事者であったが、輸入食糧への依存が大きいことに加えて農地の不足で人口密度が高く、アメリカ、イギリス、フランスに比べて問題が深刻だった。農業省は保護主義によってドイツの農業を世界から隔離し、生産者には最低価格を保証し、農家の債務者を完全に保護した。
農地不足の解決のために、政府は東欧への入植を計画した。農業省は世襲農地法によって自作農の土地保有を永久に保証し、入植問題と農家の債務問題を解決しようとした。農業省は帝国食糧団（RNS）を組織し、農産物の価格と生産を統制した。これによって農業関連産業も統制し、RNSはGDPの25%、ドイツ生産者600万人、労働人口の40%を管理下に置いた。飲食物の価格を統制することで、食費が生活費の平均50%を占める各家庭への影響力も増した。RNSは数々の統制を行ったが、1936年には領土内での食糧自給が不可能だと判明した。国内農地の3400万ヘクタールでは足りず、さらに700万から800万ヘクタールが必要だった。この事実がヒトラーや農業省が望む東欧侵略の計画を後押しした。
国内リソースの争奪が激しくなるにつれて、農業では1938時点で作男が40万人減少し、労働力不足が深刻となった。農家の女性は地方において最も過労が激しい集団となり、1世代あたりの子供の数が33%減少した。

#### 化学産業

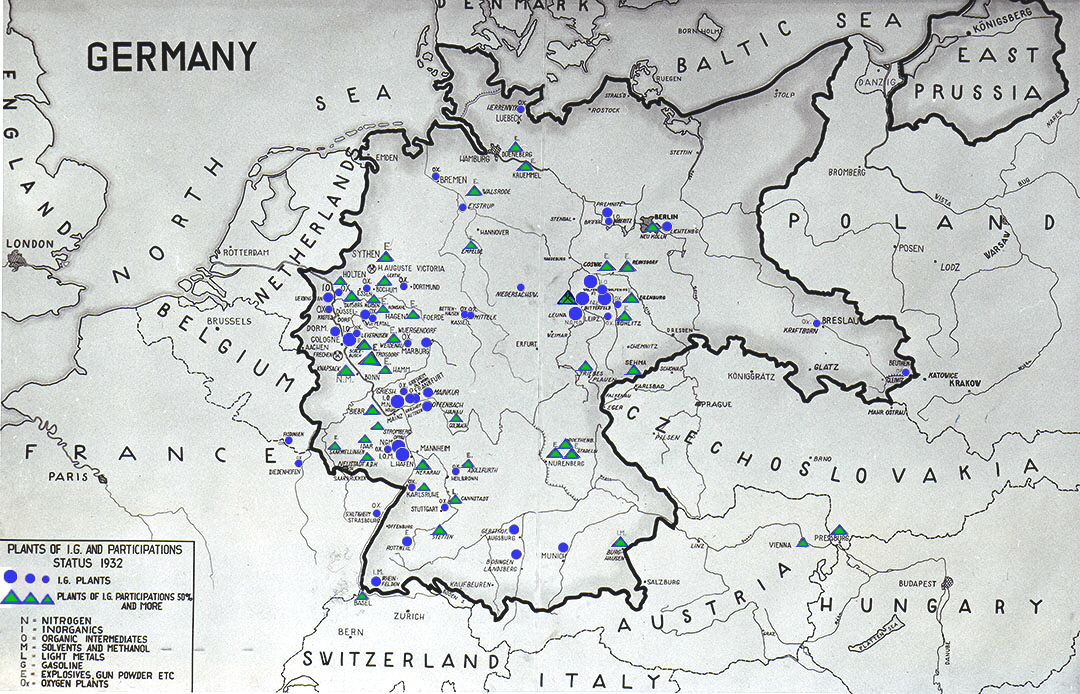
ドイツ国内のIGファルベン施設。1932年

IGファルベンは世界有数の巨大企業であり、1920年代からIGは石油の枯渇を予想して石炭液化による合成燃料を開発したが、新たな油田の発見で損失をこうむった。IGは合成燃料を売り込むために、自給自足を求めるヒトラー政権に協力した。財務省は、IGに対する資本投資の最低5％を国が保証し、代わりにIGが年間生産量を35万トンに拡大する条件をつけた。石炭液化の設備は原油に比べると高価だったため、経済省のシャハトは石炭業をはじめとするエネルギー産業全体に協力を強要し、合成燃料工場を増設した。計画を予定通り進めるためにIGのクラウホが専門家を派遣し、フリック・コンツェルンのハインリヒ・コッペンベルクが工場建設を監督した。1930年末にはIGは20万人を雇用し、16億マルクを保有した。
四カ年計画によって、IGと政権の関係はより緊密になり、IGの売り上げのほとんどを国防軍が保証した。ドイツは4年間で燃料の自給自足を実現するために合成燃料の生産量が540万トン必要だったが、1936年時点では国内必要量の34%にとどまっていた。同年には合成ゴム製造の増産が進んだ。年間投資額は1930年代不況期の1000万から1200万マルクから、1940年代初頭の5億マルクにまで増えた。

#### 鉄鋼産業
1933年以降のヒトラー政権には、クルップ、フェスタクの2社が大きく関わった。フェスタクの会長であるアルベルト・フェーグラーは、石炭産業の再編計画をヒトラーに提案しつつ、競争相手の排除を狙った。フェーグラーの計画によって、ユダヤ人のパウル・ジルヴァーベルクは経営するラインブラウンを奪われて亡命に追いやられた。この功績でフェスタクは鋳造や鉱業において指導的な位置につき、子会社は軍需の恩恵を得た。その他の主な企業としてフリック、GHH、クレックナー、マンネスマン、ヘッシュ、レヒリングがある。国内の鉄鋼各社は独自技術や関連産業をもち、競争も激しく複雑な状況だった。
四カ年計画では鋼鉄の確保が重要な問題となり、1936年11月には供給危機によって生産量15%カットが命じられた。輸入原材料の不足がインフレにつながることを防ぐために、価格統制を担当する大管区指導者のアドルフ・ヴァーグナーは全ての値上げを禁止した。そして1937年には市場メカニズムに代わって政府による配給制が導入された。1937年には、鉄鋼生産を1930万トンから2400万トンに増産する目標が立てられた。目標のためにフェスタクと同規模の製鋼所を国有企業として建設する計画も進められた。これがヘルマン・ゲーリング国家工場であり、国内の鉄鋼脈が全て国家の管理下に置かれた。国家工場は東欧への侵攻とともに多数の企業買収を繰り返し、世界最大規模のコングロマリットになる。しかし、買収によって得た企業は鉄鋼業への貢献は少なく、1941年には多くが売却された。国家工場が主導的になったのは石炭産業であり、当初の目的だった鋼鉄不足は解決されなかった。

#### ラジオ・自動車産業

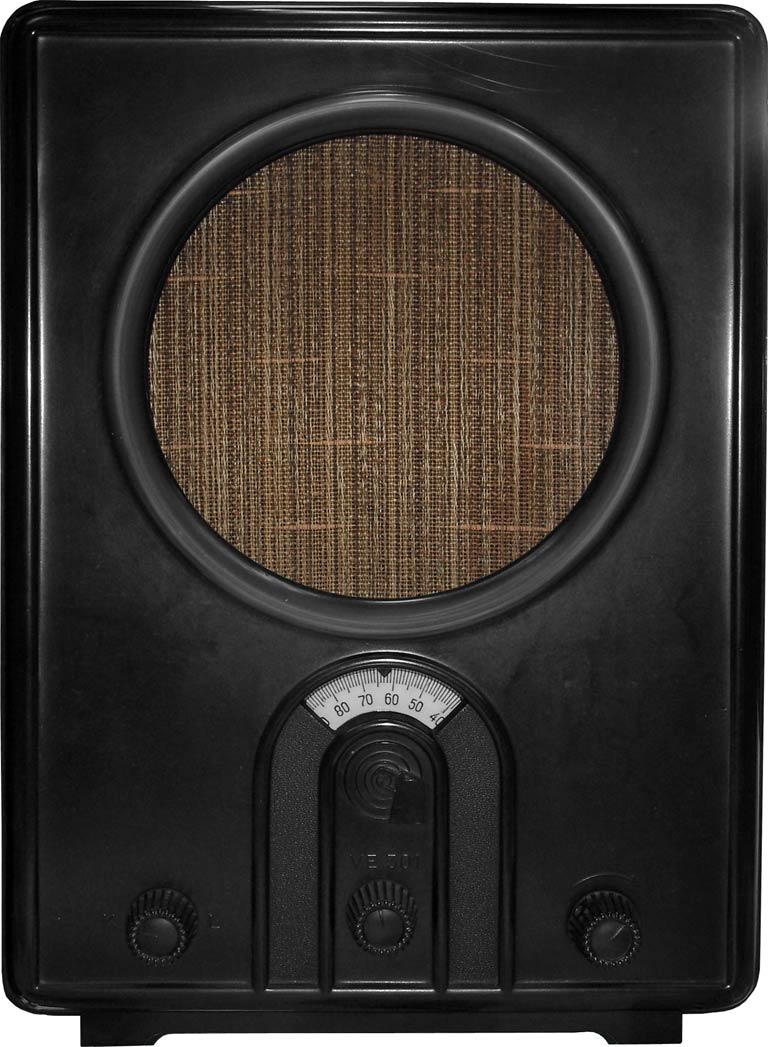
国民ラジオ VE301W

ヒトラー内閣では国民製品が構想され、主なものとしてラジオと自動車がある。宣伝省はラジオをプロパガンダのための重要な手段とみなし、ラジオメーカーに働きかけて製造を主導した。ラジオ・カルテルが形成され、1933年に国民ラジオVE301と命名された製品が発売された。VE301の価格は76マルクと平均世帯にとって高価であり、分割払いを可能にして普及を推進した。さらに1938年には35マルクの小型ラジオDKが発売され、普及率は急増した。
ヒトラーは、一家が一台乗用車を保有できるという国民車構想を1934年に発表し、価格を1200マルクとした。しかし、当時のドイツにとって自動車は高級品であり、輸入に頼っている燃料も高価だった。もっとも低価格を実現したオペルのP4も1450マルクであり、1200マルクという構想は自動車業界の反発を招いた。営利目的では国民車は不可能だったが、ヒトラーはフェルディナンド・ポルシェのチームに研究させ、ドイツ国民車準備会社で製造した。フォルクスワーゲン・タイプ1 は990マルクを目標価格として予約販売を始めたが、大半のドイツ人には依然として高価であり、ヒトラーが目標としたブルーカラー労働者の見込み顧客は5%にとどまった。さらに1939年の開戦によって民間車の生産は止まり、ナチス・ドイツ時代にフォルクスワーゲンを得た者はいなかった。

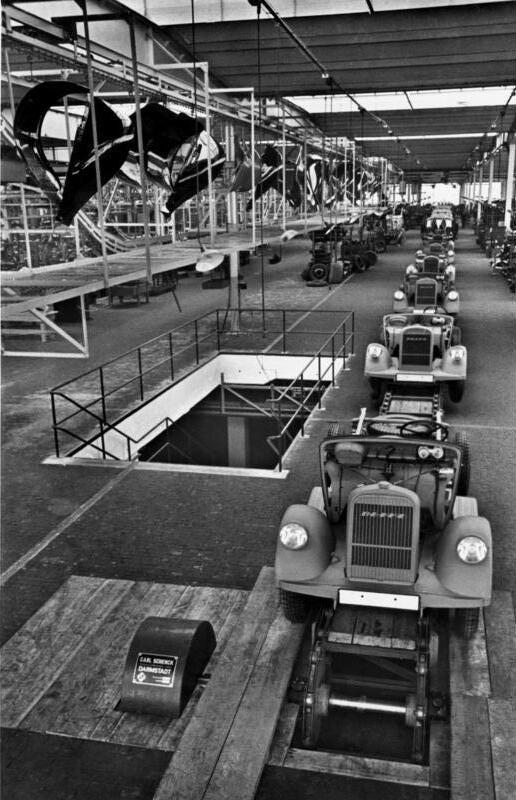
1936年に撮影されたアダム・オペル社ブランデンブルク工場（ベルリン）のブリッツ生産ライン。オペル社はドイツ国防軍向け軍用トラックのシェア半分を占めた。

世界的に見ても平時における内燃機関に関連する企業の役割が著しく大きかった。それは軍需品にも直結し、軍用機の航空機用エンジン、そして、戦車およびトラックに搭載される自動車用エンジンであり、ダイムラー・ベンツ、BMWに代表されるメーカーがあった。しかし、軍用車両分野は1936年の第2次4か年計画によって急拡大したが、1930年代のドイツでトップシェアを持っていたのはアメリカのGM社（ゼネラル・モーターズ・ヨーロッパ）の子会社アダム・オペル社であり、戦時下でもメーカーとしてもサプライヤーとしても大きなシェアを持つに至った。ヘッセン州のリュッセルスハイムに工場を持つアダム・オペル社はヘッセン州の大管区指導者ヤコブ・シュプレンガーから経営指導者の人選に対する介入から事が始まった。アダム・オペル社はドイツ国防軍に接近することで対応を図ったが、国防軍のナチス幹部は逆にGMの本社が開発した最新のギア技術へのアクセスを狙った。アダム・オペル社はドイツ人幹部とアメリカ人幹部が社内で協議の上、ダイムラー・ベンツの航空機用液冷エンジン向けギア工場を国防軍から準備費用を満額支払われることでベルリンに工場が建設した。1939年9月1日に勃発したポーランド侵攻とその直後に「戦時経済に関する布告」が発せられたが、そこでアダム・オペル社の命運が尽きたわけではなかった。9月11日、航空省のエルンスト・ウーデットは緊急でアダム・オペル社の旋盤機とプレス機が必要であること告げ、アメリカ人幹部との交渉を始めたが、ナチス幹部の横槍が入るなど錯綜した過程があったものの、11月15日に開かれたアダム・オペル社の監査役会議においてナチス政権への協力姿勢を明確にした。1940年にベルリンの工場は大規模な拡張が行われ、オペル・ブリッツを生産した。他方、アメリカのGM社はアダム・オペル社を通じて、そうした民軍転換の手法を入手することとなった。

#### 航空機産業
ヒトラー政権下において最も急成長した産業部門が航空機産業だった。1932年は航空機産業の雇用者は3200人、航空機の年間製造数は100機未満だった。その後約10年で、雇用者数は25万人、年間製造数は1万機以上となった。航空機を製造したのはユンカース、アラド、ハインケル、ドルニエ、フォッケウルフ、メッサーシュミットの6社で、いずれも1933年以降に急成長した。ユンカースの他は航空省と次官のエアハルト・ミルヒが主導して国家資金で作られた企業であり、民間企業ではあったが軍備以外の需要はなかった。ユンカースの創設者であるフーゴー・ユンカースは反逆罪で逮捕され、国家がユンカースを収用することを同意させられた。他に直接製造に関与した企業として、フリック・コンツェルン、ドイツ船舶機械工学、ヘンシェル、ブローム・ウント・フォスがある。航空機の増産においては、アメリカで考案された科学的管理法が導入された。

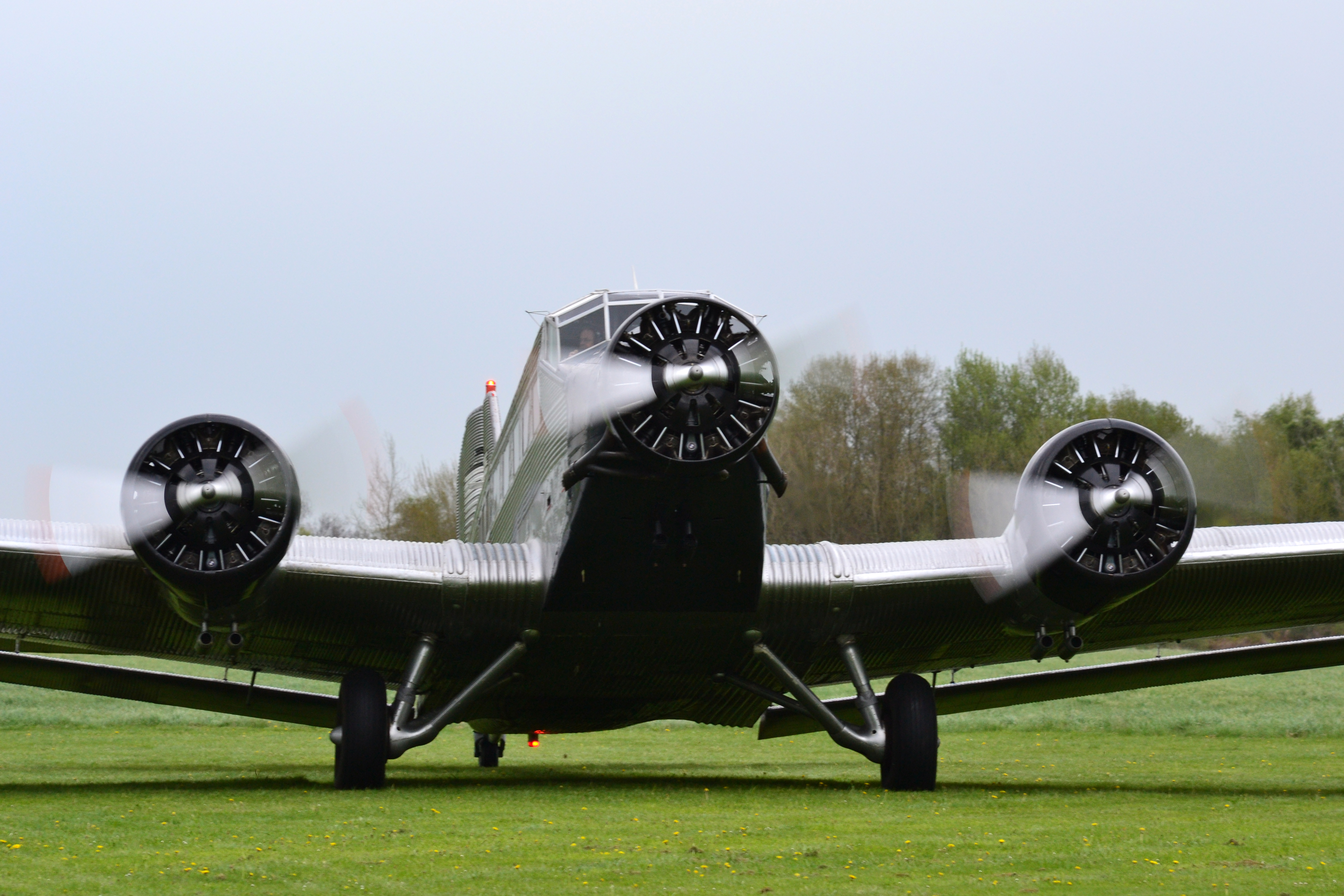
ユンカース社が民間機として開発したが、汎用性の高さから軍用機として数千機の規模で大量生産されたユンカース Ju 52/m3型

新生のドイツ航空局は軍民転換のため民間機の開発を推奨し、戦後すぐの頃は小規模な航空会社が乱立したが、1926年にドイツ・ルフトハンザへと統合され、諸外国が今まさに進めている長距離航空網の整備に遅れをとらないよう拡大が目指された。ドルニエ社も後にルフトハンザに統合されるドイツ・アエロ・ロイド社に旅客機の提供を始めた。ユンカース社自体もユンカース航空社を作った。この中でもアメリカの実業家ジョン・ラルセンからユンカース F.13を1,000機購入する商談を持ちかけられたことでドイツ国外への進出に希望を見い出した。ヴェルサイユ条約の内容が明らかになってくると、監視員から大戦期に製造された軍用機が違反、没収などの処分に備え、売却や転用も急ぎ検討された。
1920年に条約が発行されて航空機の生産は停止されたが、1922年5月には緩和された。ユンカース社を筆頭に各社一斉に民間機の製造に取り組み、ユンカース F.13はドイツ航空機メーカーのヒット作になった。しかし、イギリス、フランス、ソビエト連邦の戦勝国による圧力は航空機メーカーの想定以上に重かった。条約が許すドイツ国内で製造される航空機の性能は制限されたため、国外に拠点を求め、ユンカース社はスウェーデンに、ドルニエ社はイタリアと日本に工場を建設した。実質的に国内で新型機の製造が難しいため、商会を通して国外へライセンス生産の営業も行われ、既存の民間機の販売は没収や輸出の差し押さえに対して粘り強い交渉も必要になった。そういった航空機メーカーの努力があったものの、1929年の世界恐慌によってドイツに限らず産業界全体が危機に陥った。
当時評価が高かったアエロ・ロイド社へ銀行から融資の申し出をきっかけに、政府の航空局は航空会社への援助を検討し始めたが、航空機メーカーがのけ者にされまいと激論になり、補助金の割当で揉めた。特にユンカースの場合は1925年のソ連進出失敗も重なり、資金繰りが極端に悪化し、新聞などメディアでユンカース問題と取り上げられ、他メーカーからは非難された。これは秘密警察の斡旋によるソ連への進出事業であったため、航空省と交通省は内務、外交にまつわる問題として審議を重ね、最終的に閣議決定で救済が決定された。アエロ・ロイド社はユンカース社を批判し、ユンカースとその航空会社、アエロ・ロイドに代表されるドルニエ社、シーメンス社などによる派閥に二分された。しかし、ヴァイマル共和期だけでドルニエの4倍に迫る815機を製造しているユンカース社をアエロ・ロイド社は評価し、諸外国の航空産業界、その中でもフランスやアメリカの航空路線と今後のドイツ航空産業界の将来を見据え、戦略的利害の一致を見た両者は航空会社を合併させた。世界恐慌が吹き荒れる中、ユンカース社だけでも中国に36機、次いでペルシア16機への契約が成立した他、ポルトガルにも販売の見込みがあり、これらは民間機と軍用機、民間機から軍用機への改造などが含まれた。
ドルニエは世界最大のドルニエ Do Xを開発し、後世のエアバス社副社長ハンス・メイヤーが傑作機と称賛したユンカース G.38も同1929年に登場し、進歩的な設計による世界初のジャンボを称してセンセーショナルな存在感をはなった。正確な数は不明だが、1927年に国防軍は軍用機の開発を求め、秘密裏にハインケル社を中心として動き始めた。1930年に開発されたユンカース Ju 52は改良型の3発機Ju 52/mの評判が良く、販売に期待ができた。ユンカースの社長フーゴー・ユンカースはナチ党の権力掌握が進む中、航空機は非軍事分野における開発こそ鍵を握り、特筆してエンジン開発の重要性を説き、武器としての利用は永続性がないと主張した。ミルヒとの関係は変わらず良好であり、ユンカースの業績が上向いたこともあり、1933年に産業界全体を代表するクルップ社に航空業界の新秩序に向けた動きは時期尚早だがドイツ再建に向けて協力できると理解を求めた。また、政権への直接会談を希望したが、それは叶うことなく、半年後にフーゴー・ユンカースは逮捕され、ユンカース社は国有化された。ユンカースとは対照的に各航空機メーカーは1935年のドイツ再軍備宣言に沸き立ち、ドルニエ社などは完成したばかりのドルニエ Do 18を民間機として販売するなど建前的には姿勢を維持しながらも、当時の社内報などからナチス政権への協力に向けた雰囲気になっていたことが確認できる。1935年の終わりまでに、ドイツは年間300機の航空機を生産していたが、この数は急上昇した。
| 企業＼西暦     | 1920 | 1921 | 1922 | 1923 | 1924 | 1925 | 1926 | 1927 | 1928 | 1929 | 1930 | 1931 | 1932 | 計    |
| -------------- | ---- | ---- | ---- | ---- | ---- | ---- | ---- | ---- | ---- | ---- | ---- | ---- | ---- | ----- |
| Albattros      | -    | 1    | -    | 5    | 23   | 24   | 21   | 22   | 23   | 23   | 25   | 13   | -    | 180   |
| Arado          | -    | -    | -    | -    | -    | 10   | 19   | 8    | 16   | 5    | 4    | 9    | 11   | 82    |
| Casper         | -    | -    | 5    | 3    | 9    | 6    | 7    | 7    | 1    | -    | -    | -    | -    | 38    |
| Domier         | 2    | 3    | 6    | 8    | 20   | 38   | 23   | 22   | 30   | 21   | 17   | 19   | 9    | 218   |
| Focke-Wulf     | -    | -    | 1    | -    | 2    | 16   | 9    | 7    | 27   | 27   | 14   | 12   | 25   | 140   |
| Fokker         | 6    | 15   | 12   | 4    | -    | -    | -    | -    | -    | -    | -    | -    | -    | 37    |
| Fokker-Grulich | -    | -    | -    | -    | 6    | 36   | -    | -    | -    | -    | -    | -    | -    |       |
| Heinkel        | -    | -    | -    | 1    | 16   | 18   | 22   | 20   | 25   | 32   | 31   | 25   | 38   | 228   |
| Junkers        | 74   | 16   | 9    | 79   | 90   | 78   | 69   | 58   | 62   | 73   | 92   | 88   | 27   | 815   |
| Klemm          | 1    | -    | -    | -    | 8    | 4    | 4    | 30   | 73   | 82   | 56   | 107  | 85   | 450   |
| L.F.G          | 2    | 6    | 2    | 2    | 2    | 20   | 10   | -    | -    | -    | -    | -    | -    | 44    |
| Messerschmitt  | -    | -    | -    | -    | 3    | 4    | 1    | 7    | 12   | 30   | 57   | 27   | 24   | 165   |
| Rohrbach       | 1    | -    | -    | 1    | 4    | 9    | 5    | 6    | 5    | 12   | -    | 1    | -    | 44    |
| Sablatnig      | 9    | 9    | 4    | -    | -    | -    | -    | -    | -    | -    | -    | -    | -    | 22    |
| Udet           |      |      | 3    | 9    | 15   | 31   | 33   | 41   | 54   | 29   | 4    | -    | -    | 219   |
| その他         | -    | 7    | 5    | 18   | 66   | 112  | 107  | 66   | 81   | 45   | 32   | 9    | 12   | 560   |
| 計             | 95   | 57   | 47   | 130  | 264  | 406  | 330  | 294  | 409  | 379  | 332  | 310  | 231  | 3,284 |

#### 貿易
| 年     | 四半期 | 輸入    | 輸出    | 貿易収支 |
| ------ | ------ | ------- | ------- | -------- |
| 1929年 | 1      | 3,354.9 | 3,054.7 | -300.2   |
| 1929年 | 2      | 3,465.1 | 3,476.6 | 11.5     |
| 1929年 | 3      | 3,338.8 | 3,487.3 | 148.5    |
| 1929年 | 4      | 3,288.0 | 3,464.4 | 276.4    |
| 1930年 | 1      | 3,171.0 | 3,222.0 | 51.0     |
| 1930年 | 2      | 2,533.0 | 2,983.0 | 450.0    |
| 1930年 | 3      | 2,440.0 | 2,923.0 | 483.0    |
| 1930年 | 4      | 2,249.0 | 2,908.0 | 659.0    |
| 1931年 | 1      | 1,919.0 | 2,420.0 | 501.0    |
| 1931年 | 2      | 1,885.0 | 2,348.0 | 463.0    |
| 1931年 | 3      | 1,464.0 | 2,465.0 | 1001.0   |
| 1931年 | 4      | 1,459.0 | 2,366.0 | 907.0    |
| 1932年 | 1      | 1,251.7 | 1,605.4 | 353.7    |
| 1932年 | 2      | 1,142.7 | 1,382.4 | 239.7    |
| 1932年 | 3      | 1,057.0 | 1,302.6 | 244.7    |
| 1932年 | 4      | 1,214.1 | 1,448.0 | 233.9    |
| 1933年 | 1      | 1,077.0 | 1,190.0 | 113.0    |
| 1933年 | 2      | 1,011.0 | 1,188.0 | 177.0    |
| 1933年 | 3      | 1,044.0 | 1,230.0 | 186.0    |
| 1933年 | 4      | 1,072.1 | 1,263.0 | 191.0    |
| 1934年 | 1      | 1,147.4 | 1,094.3 | -53.1    |
| 1934年 | 2      | 1,152.8 | 991.9   | -160.9   |
| 1934年 | 3      | 1,056.7 | 1,005.4 | -51.3    |
| 1934年 | 4      | 1,094.1 | 1,075.3 | -18.8    |
| 1935年 | 1      | 1,139.7 | 967.0   | -162.7   |
| 1935年 | 2      | 1,008.7 | 995.0   | -13.7    |
| 1935年 | 3      | 965.3   | 1,099.7 | 134.4    |
| 1935年 | 4      | 1,055.0 | 1,208.0 | 153.0    |
| 1936年 | 1      | 1,052.9 | 1,134.2 | 81.3     |
| 1936年 | 2      | 1,058.4 | 1,107.7 | 49.3     |
| 1936年 | 3      | 1,027.6 | 1,215.8 | 188.2    |
| 1936年 | 4      | 1,079.2 | 1,310.5 | 231.3    |
| 1937年 | 1      | 1,092.7 | 1,285.2 | 192.5    |
| 1937年 | 2      | 1,433.7 | 1,431.3 | -2.4     |
| 1937年 | 3      | 1,443.4 | 1,565.8 | 122.4    |
| 1937年 | 4      | 1,498.5 | 1,628.8 | 130.3    |
| 1938年 | 1      | 1,399.0 | 1,360.0 | -39.0    |
| 1938年 | 2      | 1,482.0 | 1,354.0 | -128.0   |
| 1938年 | 3      | 1,476.0 | 1,375.0 | -101.0   |
| 1938年 | 4      | 1,592.0 | 1,449.0 | -143.0   |
| 1939年 | 1      | 1,445.8 | 1,333.4 | -112.4   |
| 1939年 | 2      | 1,285.5 | 1,459.9 | 174.4    |

世界恐慌以降の貿易低調により、ナチス・ドイツ時代を通じて貿易額は恐慌以前より低い水準であった。ナチス・ドイツ時代を通じて輸入は1938年第四四半期の15.92億マルク、輸出は1937年第四四半期の16.288億マルクが最高であり、いずれも1930年の水準の半分以下であった。ただし世界貿易に占めるドイツ貿易の割合は1929年とほぼ変わりない水準を維持している。
ドイツが必要とする輸入品には、食料となる豚や牛などの家畜や飼料、繊維産業の輸入綿・羊毛、そして再軍備に欠かせない鉄鉱石、石油、ゴムなどだった。これらを輸入するために堅調な輸出が必要だったが、金本位制崩壊と保護主義によって貿易は不振であり、1933年のドイツの外貨保有高は1ヶ月分の輸入量にすぎない4億マルクまで減っていた。
ドイツ最大の貿易相手は恐慌以前からアメリカであったが、1930年代以降その割合は急速に低下した。1938年の時点で対米輸出はわずか2.8％まで低下している。同様にイギリス・フランスとの通商関係も悪化していき、かわって北欧（特にスウェーデン）、東南欧、中南米の比重が高まった。特にルーマニアは産油国として重要だった。シャハトは二国間主義によってこれらの国との通商関係を構築したが、それはアメリカのコーデル・ハル国務長官の多国間主義的貿易自由化政策と対立するものであった。しかしシャハトの貿易拡大路線はヒトラーやゲーリングが志向する自給自足経済と異なっており、シャハトの失脚にもつながった。1939年にはドイツはヨシフ・スターリン政権のソヴィエト連邦とヒトラー＝スターリン条約を結び、ソ連はドイツの主要な輸入先となり、貿易額は6億から7億マルクと定められて独ソ開戦まで続いた。
1930年代末には、マルクは貿易の指標となる価値を失い、貿易レートは市場システムではなく政治判断で決められるようになった。貿易におけるマルクの購買力は、商品と地域によって決められた。このためマルクの切り下げ論争も混乱した。イギリスとフランスは、アメリカからの支援が得られるという保証によってドイツと対立した。1938年には英米貿易協定が結ばれ、アメリカのフランクリン・ルーズヴェルト政権はイギリスやフランスへの武器供与も可能とした。1939年のドイツによるチェコスロバキア占領を受けて、アメリカはドイツからの輸入品に25%の関税を課し、政府はこれを宣戦布告に等しいとみなした。
外貨
ドイツは金本位制を保持していたが、海外でのマルクの実勢レートはかなり低下していた。外貨不足は健全な貿易を大きく阻害した。さらに世界恐慌以降の世界的な貿易停滞は外貨獲得の機会を減少させた。外資不足を改善するため、ヴァイマル政府は外貨管理、輸入制限、外国債務の元利支払い停止などの政策を打っていたが、外貨増収には至らなかった。このため輸出振興策として1932年に追加的輸出手続（ZAV）制度を採用した。これは輸出業者が輸出代金の一部として、ドイツの対外債権を外国市場から買い入れ、国内の債務者に売り渡すことを認めたものである。対外債権は海外で安く取引されており、債務者に売ることで輸出業者は利益を得ることが出来た。この他にも様々な外貨使用削減の方策がとられており、シャハトの証言によると、ドイツ貿易の80％は交換・清算・補償などで決済されており、自由な貿易は20％以下であった。
外貨不足を補うため、外債の利子送金を停止する計画を建てた。これに債権国は反発し、輸出超過再建の差し押さえを行うなど、貿易関係でも摩擦が続いていた。また軍備拡大に伴って原料輸入が増大することで工業製品の生産コストが上がり、輸出が不振となったため、ヴァイマル時代からの外貨不足はますます深刻となった。1934年1月時点での貿易赤字は2200万マルク、12月には4500万マルク、翌1935年1月には1億500マルクと増加する一方であった。外貨準備もこれに伴って減少し、1934年6月には1億マルクを割り込む危険水域に突入した。1934年9月にシャハトが状況を打開する貿易管理政策として新計画を策定したが、あくまで一時的なものであった。新計画の骨子である補助金による輸出奨励はダンピングととられる恐れがあり、食糧事情が逼迫する中で輸入の抑制を長く続けられるものではなかった。
1935年3月にシャハトは、ZAVの手続きを簡略化するかわりに輸出促進補助金の資金を経済集団から「自発的に」拠出させる法律を制定したが、拠出金を負担する企業は価格に転嫁することも出来ずに苦しんだ。シャハトは国庫から拠出するよう望んだが、クロージク財務相が拒否した。しかしこの補助金政策によって、輸出価格を安く抑えることが出来たため、輸出増加に一定の効果があった。
外貨準備は1935年に一時的に1億マルクを超えたものの、概して低水準であった。また1936年秋に金ブロック諸国が金本位制から離脱したこともあって、ドイツの交易条件はさらに悪化した。さらに四カ年計画の産業保護政策により、国内製造業がリスクのない国内取引を選択し、輸出を志向しないという事態も発生した。さらに四カ年計画の責任者ゲーリングは自給自足体制を重視したため、外貨獲得に熱心ではなかった。このためドイツの外貨準備は改善されず、平均7600万マルクの低水準であった。1938年には外貨準備の枯渇が予想され、1939年1月にはライヒスバンクは外貨準備や外国為替準備が存在しないとヒトラーに報告した。政府は再軍備を一部放棄して鋼鉄などを輸出し、軍への配給量を削減した。
|        | 南東欧 | エジプト トルコ 中近東 | 中南米 | 北欧 | 計   | 西欧 | イギリス | アメリカ | その他 | 計   |
| ------ | ------ | ---------------------- | ------ | ---- | ---- | ---- | -------- | -------- | ------ | ---- |
| 1929年 | 3.8    | 1.4                    | 11.4   | 7.3  | 23.9 | 15.7 | 6.4      | 13.3     | 40.7   | 76.1 |
| 1932年 | 5.0    | 2.5                    | 9.6    | 6.4  | 23.5 | 15.1 | 5.5      | 12.7     | 43.2   | 76.5 |
| 1935年 | 7.7    | 3.8                    | 13.1   | 9.9  | 34.5 | 14.1 | 6.2      | 5.8      | 39.4   | 65.5 |
| 1938年 | 9.8    | 3.8                    | 14.9   | 11.4 | 39.3 | 11.9 | 5.2      | 7.4      | 35.8   | 60.1 |

|        | 南東欧 | エジプト トルコ 中近東 | 中南米 | 北欧 | 計   | 西欧 | イギリス | アメリカ | その他 | 計   |
| ------ | ------ | ---------------------- | ------ | ---- | ---- | ---- | -------- | -------- | ------ | ---- |
| 1929年 | 4.3    | 1.4                    | 7.3    | 10.2 | 23.2 | 26.2 | 9.7      | 7.4      | 33.5   | 76.8 |
| 1932年 | 3.5    | 1.3                    | 4.1    | 9.4  | 18.3 | 31.9 | 7.8      | 4.9      | 37.1   | 81.7 |
| 1935年 | 5.9    | 3.4                    | 9.1    | 11.4 | 29.8 | 26.1 | 8.8      | 4.0      | 31.3   | 70.2 |
| 1938年 | 10.3   | 5.4                    | 11.7   | 12.9 | 40.3 | 20.8 | 6.7      | 2.8      | 29.4   | 59.7 |

### 税制
財務相クロージクはナチス・ドイツの租税政策として、税の社会的公平・税による人口政策の保護・租税立法の範囲内における人格的価値・経済的・社会的関係の考慮をあげていた。戦前からドイツでは一人あたり税負担が高く、個人所得税の大幅な増税はなかった。代わりに利潤や高所得者への税率を引き上げた。
子女控除
1934年10月16日に制定されたライヒ所得税法で既婚者や子女を持つ家庭は優遇され、8000マルク以上の高額所得者や独身者などには負担が増えることになった。1938年の改正により、既婚者の所得税緩和が行われる一方で、教会税の控除制限やユダヤ人家庭に対する子女控除の除外が行われた。1939年の改正では結婚後5年を経ても子女を持たない既婚者と独身者の差別化が果たされた。ナチ党の思想による民族共同体内では民族の平準化が行われるが、共同体に属さないユダヤ人やスラブ人に対しては徹底的な差別を行うものであった。このため戦時に突入するとポーランド人、ロマに対しては子女控除は認められなくなった。
燃料税
ドイツはIGファルベンによって合成燃料が進められ、輸入石油には課税されて重要な財源となった。1936年には輸入石油への課税は4億2100万マルクで全税収の30%だった。1936年12月以降は、財政の逼迫によって国内生産の燃料にも課税されるようになった。
税控除
1939年の新財務計画により、政府に財やサービスを納入する業者は、支払額の40%以上を現金の代わりに税控除として受け取ることが定められた。この控除は実質的には低利融資の強制だったが財政難の解決にはならなかった。

### 対外債務
当時のドイツは債務国であり、公的・民間をあわせた対外債務は1933年2月28日の段階で187億2千万マルクに達していた。対象国はアメリカが40％を占め、次いでオランダとスイスの順であった。この膨大な債務は1931年のスターリング・ポンドの切り下げと、1933年春のアメリカ合衆国ドル切り下げによって1933年中に42億マルク減少し、1940年9月末の時点では1933年から比べて96億マルク減少している。
政府は1933年6月に対外債務返済の停止を決定した。対外債務はマルクで返済は続けるが、マルクは外貨に替えられなかった。外貨による返済再開はドイツの貿易黒字が健全になるまで延期とされ、債権国が返済を望むならドイツ製品を輸入しなければならないことを意味した。この決定はアメリカ・イギリス・フランスを中心とする各国や資本家の反感を呼んだが、米英仏の3ヶ国は経済政策で分裂しておりドイツ対策で協調ができなかった。

### 軍備経済
ナチ党はヴェルサイユ条約の破棄を主張しており、ヒトラーも1933年2月3日にハンマーシュタイン＝エクヴォルト兵務局長宅で開かれた会談(de:Liebmann-Aufzeichnung)において、国防軍首脳に再軍備を約束していた。1933年の予算では軍事費は激増こそはしなかったものの、ドイツ航空省を設置して空軍の創設準備を開始していた。また雇用計画である緊急計画の費用のうち1億9千万マルクを始めとして、雇用創出費用の一部を再軍備費として流用することには、ヒトラー自身の強いリーダーシップがあった。また自動車産業の育成や、民間施設への地下防空壕建設など、軍事費には含まれないものの準軍事的な政策も多く見られる。8月1日には軍備計画が立てられ、1939年10月1日の時点で平時軍83万人、戦時軍462万人（野戦軍102個師団をふくむ）の編成を目標としていた。
一方で雇用問題が一段落した1935年5月21日にはシャハトが戦争経済全権に就任しているなど、将来の戦争計画も明らかにしている。軍事費は1933年度の7億2千万マルクから1934年度には33億マルクと大幅に増額し、以降も増大を続けた。第二次四カ年計画が始まった1936年には前年比から倍増し、一つの画期となった。
これらの事情から研究者での間では、雇用問題が解決されてから軍備増強が本格化されたという二段階説と、政権獲得後から軍備が継続されていたという一段階説がある。増大する軍事費で重要な位置を占めたのがメフォ手形であり、1933年から1937年までの軍事費総計324億マルクの内、メフォ手形によって捻出されたのは3分の2に近い204億マルクであった。1941年に海軍財政局は1933年以降の状態を回顧して、困難がなかったわけではないが、「（資金は）常にほとんど無制限に提供された」としている。
再軍備宣言が行われ、第二次四カ年計画期に入ると軍事準備は公然化した。1936年にフロムが作成した予測では、国防軍の支出は1939年から1942年にかけて年間300億マルク増加する見通しとなった。1935年から1938年までの総生産増加分の約47%が軍事支出にあたり、これに再軍備優先の投資を加えると67%となる。1935年の国家の購入による財とサービスの70%は国防軍であり、1938年には80%に増えた。
しかしドイツ経済の抱える資源不足や労働者不足は軍備の分野でも問題となっていた。四カ年計画の責任者でもあり、空軍司令官であるゲーリングは空軍に対する資源割り当てを増やす傾向があり、海軍や陸軍との間で熾烈な資源争奪戦が行われた。ヴェルナー・フォン・ブロンベルク国防相はヒトラーの調停を求め、1937年11月3日に軍首脳とヒトラーによる秘密会議が開催された。しかしこの席でヒトラーは、食糧問題や原料問題を解決するための領土拡張政策を強く主張した。具体的には、1938年から1945年の間に好機が訪れれば、チェコスロバキアやオーストリアに対して軍事活動を起こすことを表明したが、陸軍や海軍は難色を示した。この後、ブロンベルク国防相や陸軍総司令官ヴェルナー・フォン・フリッチュはナチ党の策動によるスキャンダルで失脚させられ（ブロンベルク罷免事件）、国防軍も完全にナチ党勢力下に入った。その後も党機関や各軍の資源・労働力争奪戦はやまず、効率的な軍拡は行われなかった。1938年になると財政状態が危機を迎えたため、予定されていた予算が初めて実行されないという事態を迎え、12月には国防軍最高司令部が軍事費の抑制を各軍に呼びかけている。第二次世界大戦開始時の航空機生産はイギリスと同程度、戦車にいたってはイギリス以下であった。
|               | 軍需省 | 陸軍   | 海軍  | 空軍   | 計     | メフォ手形 | 計     | 国民所得中の 軍備支出割合 |
| ------------- | ------ | ------ | ----- | ------ | ------ | ---------- | ------ | ------------------------- |
| 1932年        | －     | 457    | 173   | －     | 630    | －         | 630    | 1.3％                     |
| 1933年        | －     | 478    | 192   | 76     | 746    | －         | 746    | 1.5％                     |
| 1934年        | 3      | 1,010  | 297   | 642    | 1,952  | 2,145      | 4,097  | 7.8％                     |
| 1935年        | 5      | 1,392  | 339   | 1,036  | 2,772  | 2,715      | 5,487  | 9.3％                     |
| 1936年        | 128    | 3,020  | 448   | 2,225  | 5,821  | 4,452      | 10,273 | 15.7％                    |
| 1937年        | 346    | 3,990  | 679   | 3,258  | 8,273  | 2,688      | 10,961 | 15.0％                    |
| 1938年        | 452    | 9,137  | 1,632 | 6,926  | 17,247 | －         | 17,247 | 21.0％                    |
| 1939年        | 258    | 5,611  | 2,095 | 3,942  | 11,906 | －         | 11,906 | －                        |
| 1934-1938合計 | 1,192  | 24,160 | 5,491 | 17,128 | 47,971 | 12,000     | 59,971 | －                        |

|             | ドイツ | イギリス | フランス | イタリア | 日本 |
| ----------- | ------ | -------- | -------- | -------- | ---- |
| 1929-1930年 | 6.5    | 14.6     | 22.0     | 25.2     | 36.1 |
| 1933-1934年 | 12.6   | 13.9     | 22.7     | 21.4     | 38.7 |
| 1936-1937年 | 67.0   | 24.1     | 29.9     | 53.6     | 48.7 |

### 統計
|        | 総生産 | 投資財 | 消費財 | 機械  | 乗用車 | 紡績  | 銑鉄  | 粗鋼  | 石炭  |
| ------ | ------ | ------ | ------ | ----- | ------ | ----- | ----- | ----- | ----- |
| 1928年 | 98.6   | 97.1   | 103.1  | 99.1  | 109.8  | 108.2 | 89.0  | 89.0  | 92.1  |
| 1929年 | 100    | 100    | 100    | 100   | 100    | 100   | 100   | 100   | 100   |
| 1930年 | 85.9   | 81.6   | 94.0   | 82.4  | 72.4   | 97.4  | 73.0  | 71.0  | 87.0  |
| 1931年 | 67.6   | 52.6   | 89.2   | 59.0  | 51.3   | 94.9  | 45.7  | 51.0  | 72.5  |
| 1932年 | 53.3   | 34.4   | 76.3   | 39.2  | 31.4   | 86.6  | 29.6  | 35.5  | 64.0  |
| 1933年 | 60.7   | 43.6   | 82.6   | 46.8  | 65.5   | 98.1  | 39.7  | 46.6  | 67.0  |
| 1934年 | 79.8   | 72.6   | 92.4   | 62.5  | 104.9  | 106.8 | 65.9  | 73.0  | 76.3  |
| 1935年 | 94.0   | 99.4   | 88.2   | 82.1  | 149.4  | 98.5  | 91.2  | 101.1 | 87.5  |
| 1936年 | 106.3  | 113.2  | 98.7   | 98.7  | 177.6  | 106.5 | 115.2 | 118.1 | 96.6  |
| 1937年 | 117.2  | 124.4  | 104.6  | 119.6 | 214.4  | 108.1 | 120.2 | 122.1 | 112.9 |
| 1938年 | 127.6  | 142.3  | 114.9  | 138.3 | 187.3  | 115.8 | 143.5 | 148.0 | 116.5 |

|        | 租税収入 | 財政支出 | 赤字  | 公債残高        | 短期債残高     | 雇用創出債残高 | メフォ手形残高 | 中長期債残高   |
| ------ | -------- | -------- | ----- | --------------- | -------------- | -------------- | -------------- | -------------- |
| 1932年 | 64.2     | 73.2     | 9.0   | 123.9           | 11.0           | -              | -              | 112.9          |
| 1933年 | 59.9     | 84.3     | 24.4  | 139.5（+15.7）  | 29.6（+18.6）  | 14.4（+14.4）  | -              | 110.0（-2.9）  |
| 1934年 | 80.6     | 106.6    | 26.0  | 159.8（+20.3）  | 56.2（+26.7）  | 14.9（+10.5）  | 21.5（+21.5）  | 103.6（-6.4）  |
| 1935年 | 90.7     | 139.0    | 42.0  | 201.8（+42.0）  | 84.7（+28.5）  | 11.3（-3.6）   | 48.6（+27.2）  | 117.1（+13.5） |
| 1936年 | 115.5    | 173.5    | 58.0  | 258.9（+57.1）  | 120.4（+35.7） | 7.6（-3.7）    | 93.1（+44.5）  | 138.5（+21.4） |
| 1937年 | 140.3    | 194.3    | 54.0  | 312.8（+53.9）  | 143.0（+22.7） | 3.8（-3.8）    | 120.0（+26.9） | 169.8（+31.3） |
| 1938年 | 177.3    | 283.3    | 105.0 | 417.8（+105.0） | 180.2（+37.2） | 0（-3.8）      | 119.0（-1.0）  | 237.7（+67.9） |

|        | 国民総支出 | 個人消費    | 政府部門    | 軍事支出 | 道路鉄道投資 | その他公共投資 | 民間設備投資 | 工業投資 | 住宅建築 |
| ------ | ---------- | ----------- | ----------- | -------- | ------------ | -------------- | ------------ | -------- | -------- |
| 1928年 | 894        | 639（71.5） | 103（11.5） | 8.3      | 22.3         | 41.8           | 71.6（8.0）  | 26.2     | 15.0     |
| 1932年 | 568        | 471（82.9） | 56（9.9）   | 6.2      | 8.1          | 11.7           | 22.0（3.9）  | 4.4      | 6.1      |
| 1933年 | 587        | 475（80.9） | 63（10.7）  | 7.2      | 12.4         | 11.9           | 25.7（4.4）  | 5.6      | 6.9      |
| 1934年 | 661        | 500（75.6） | 92（13.9）  | 33.0     | 16.9         | 17.7           | 36.7（5.6）  | 10.6     | 10.8     |
| 1935年 | 733        | 521（71.1） | 125（17.1） | 51.5     | 18.8         | 20.1           | 47.4（6.5）  | 16.4     | 13.4     |
| 1936年 | 814        | 523（64.3） | 169（20.8） | 90.0     | 21.4         | 20.8           | 61.9（7.6）  | 21.6     | 20.3     |
| 1937年 | 915        | 571（62.4） | 204（22.3） | 108.5    | 24.0         | 22.2           | 69.1（7.6）  | 28.4     | 19.2     |
| 1938年 | 1,020      | 606（59.4） | 262（25.7） | 155.0    | 33.8         | 21.5           | 80.8（7.9）  | 36.9     | 19.0     |

## 戦時経済

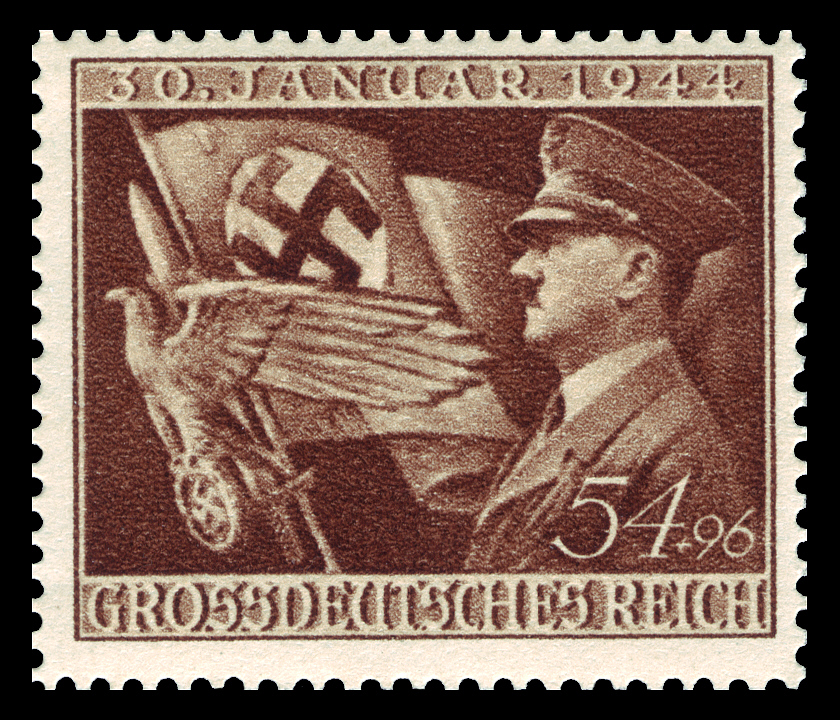
1944年発行の寄附金付切手。54ペニヒの額面に対し、96ペニヒが寄付金となる。

1939年8月30日、戦時総動員体制の最高中枢機関として国防閣僚会議が設置された。しかし基本的な経済政策は第二次四ヵ年計画期の継続であり、経済計画の統一性がより失われていった。しかしそれは一面では変化する状況に応じやすいということでもあり、戦況や占領地の変化に適合した政策が取れるということでもあった。
1939年9月のポーランド侵攻から1940年5月のフランス侵攻にいたる一連の勝利によって、ドイツはヨーロッパを横断する経済圏を確保した。経済ブロックにするとGDP合計はアメリカやイギリスよりも大きく、影響下の人口は2.9億人、面積はアメリカより若干小さい規模となる。ドイツが奪った財は、フランスから77億マルク相当の財や130億マルク相当の原材料、フランス・ベルギー・オランダから銅8万トンや錫・ニッケルなどがあり、当面の備蓄問題は解消された。
ドイツは広大な経済圏と戦利品を得たものの、ヒトラーが目標とした自給自足による生存圏は実現しなかった。イギリスのウィンストン・チャーチル政権は戦争の維持を決めており、アメリカも対ドイツ戦のために軍備を進め、1940年12月にはアメリカで武器貸与法が成立した。ドイツ圏と英米には依然として経済格差があり、特にドイツ圏では食糧、石炭、石油が不足していた。石油はルーマニアからの輸入に依存しており、占領地が拡大すると石油消費は増加して1941年から各地で逼迫した。
ヒトラーは、アメリカ参戦の前にソ連を制圧するためにバルバロッサ作戦を行った。ウクライナの穀倉地帯やコーカサスの油田などの資源を確保するという経済的な目的だったが、フランツ・ハルダーなどの将軍は作戦の成功について悲観的だった。ソ連は当時のアメリカとドイツに次ぐ経済規模であり、消耗戦になればドイツの不利になることが明らかだった。フランス戦と同様に、ソ連戦も短期間で終わらせることが目標になったが、1941年までにソ連を制圧するという目標は達成されなかった。

### 財政・金融
ドイツでは全面勝利が実現するまでは講和条約を締結する予定はなかった。そのため占領地に対する賠償金はなく、占領費用という名目で占領地から定期的に支払われた。占領費用は、ドイツが中央決済システム（貿易を参照）で積み上げる赤字を超える額であり、基地の建設、闇市場での原材料や消費財の購入などにもあてられた。フランスに対しては、占領費用の代わりにフランス企業の株式でも支払いを認めると交渉したが、実現しなかった。
戦費調達は債券増発でまかなわれることになり、債務は1944年11月までの間に3091億マルク増加した。ライヒスバンクの対政府信用供与も倍増以上となり、1941年の時点で200億マルクを突破した。開戦前の数ヶ月間には、貯蓄銀行で巨額の預金が引き出され、人々が必需品を備蓄するために使われた。1940年以降の配給制や商店での品薄の影響が広がると、今度は預金が集まるようになり、1941年は月額10億マルク以上が預金された。各地の貯蓄銀行の預金は、ライヒスバンクが資金調達のために利用した。政府は株式市場での投資を規制し、民間投資家が国債を買うように誘導した。
税制では、法人税率が1941年に40%から50%、1942年からは55%に引き上げられた。これによって1941年から1943年にかけて合計30億マルク以上税収が増えた。さらに家賃税の10年分前払いによって80億マルクを徴収した。

### 貿易
開戦から数ヶ月で輸入量が80%減少し、大恐慌時代（1932年）の30%ほどまで下がった。銅と石油の輸入はほぼゼロとなった。1940年には占領地や中立国を加えると大規模な経済圏となったため、8月から占領地に対して中央決済システムが導入され、ヨーロッパ経済へのドイツの影響力を強めた。このシステムはグスタフ・シュロッサーによって考案され、ドイツが貿易赤字をため込む代わりに各国からの輸入を容易にする目的があった。各国の輸出業者は支払いを受けるときに、ドイツの輸入業者からではなく自国の中央銀行から自国通貨で受け取った。そして各国の中央銀行は、負債をベルリンの決済口座につけた。これによってドイツは輸入品を受け取り、輸出業者は支払いを受けるが、ベルリンにある口座は清算されなかった。他方でドイツは輸出も続けており、同盟国（ルーマニア、イタリア、フィンランド、クロアチアなど）や中立国（スウェーデン、トルコなど）に対しては貿易収支の均衡を維持した。
貿易とともに、ドイツ資本の進出も行われた。アルザス・ロレーヌ地方の重工業はドイツ企業が接収し、信託運用権を使ってノルウェーのアルミ産業や発電産業を支配下に置いた。オランダでは、多国籍企業のフィリップス・ロイヤル・ダッチ・シェル・ユニリーバは所有権を移転して逃れた。ドイツの影響下に置かれたのはNVヴェルクシュポールやシュタートリッヒェン・アーティリエ・インリヒティンゲン、合成繊維業のアルゲメネ・クンツトツィデ・ウニー（AKU）などだった。フランス、ベルギー、ルクセンブルクでのドイツ資本は影響力が小さかった。一連の接収や買収で主に利益を得たのはドイツの民間企業ではなく、ヘルマン・ゲーリング国家工場のような半官半民企業だった。

### インフラ
インフラ面では、鉄道の劣化が輸送の障害となった。国営鉄道は1929年から劣化が進んでいたことに加えて、収益はアウトバーンの建設やバス・トラックの拡張に使われており、貨物車両は1920年代末の67万両から1937年には57万両まで減少していた。兵士の輸送が滞り、石炭の供給も遅れて軍備企業の10%が影響を受けた。1940年以降は占領地の貨車を接収して80万両となったが、占領地のフランスで貨車が不足したために石炭生産や製造業の生産が減少する結果となった。

### 食糧・消費財
食糧調達は海外輸入が途絶したが、非制圧諸国からの移入により状況は悪化しなかった。他方、ポーランドをはじめ占領された地域は食糧不足となった。食糧配給では、ドイツ人が1人あたり2600キロカロリーで、ポーランド人は609キロカロリー、ユダヤ人は503キロカロリーだった。軍以外の食糧消費額は1942年までに20％減少したが、これは肉類が減少してジャガイモや豆が増加するといった質の悪化によるもので、カロリーベースではほとんど変化はなかった。
消費財生産は1940年を100とすると44年には食糧が88、皮革・繊維・被服の分野は79にまで減少した。また穀倉地であったウクライナやポーランドを奪還されて以降は、食糧調達を国内生産に頼らざるを得なくなった。ヒトラーは総力戦によって国民生活に負担をかけることを躊躇しており、戦局が一時的に好転すると1942年1月の布告を後悔する言動を見せたり、1943年4月に民需品購入の無用な制限を望まない旨を言明していたが、1944年以降は食料品の不足が明らかになった。また1943年からは連合軍の戦略爆撃が盛んになり、1944年9～10月の爆撃ではダイムラー・ベンツの工場が操業停止に追い込まれるなど多大な損害を与えた。政府は空爆の被害を抑えるため、生産拠点の移転・疎開・分散化を図ったが、すでに戦後を考えていた企業経営者による消極的抵抗も見られた。

### 軍需
1940年3月には軍需省が設置され、トートが軍需大臣となった。戦争開始後には軍事費と軍需生産が増加したが、フランスとポーランドを支配下においてなお、1940年から1941年にかけては軍需物資増産は停滞した。独ソ戦開始後の1941年6月23日にゲーリングは特別軍備計画いわゆる「ゲーリング計画」を発した。空軍力を2年から2年半の間に4倍拡張するほか、軽金属・航空燃料・火薬・爆薬の大増産を行う大規模な計画であったが、空軍偏重に対する陸軍や軍需企業の強い抵抗を招いた。一方で損耗も増加し、軍需生産の先行きが悲観的であると感じた軍需相トートは、早期終戦をヒトラーに進言していた。
独ソ戦が停滞の様相を見せ始めた1942年1月にヒトラーは総統布告を出し、消費生活を犠牲にしてでも軍需、とくにUボートや東部戦線用の戦車に代表される兵器の生産拡大を命令した。2月にトートが航空機事故で死亡すると、後任には建築家アルベルト・シュペーアが任じられた。シュペーアはトートの敷いた軍需省機構改革路線を引き継ぎ、4月には軍需省傘下の中央計画庁が設置された。軍需省への権限集中は進み、3月には航空機を除く空軍兵器と軍艦の生産権限、5月には国防省の経済軍需局を吸収し、国防省の発言力は低下した。シュペーアは兵器生産に関わる戦車をはじめとする13の分野の中央委員会と、ボールベアリングなど部品ごとに産業リングを組織した。シュペーア自身によれば、これによって兵器発注に関する固定価格制度、一工場一製品大量生産の原則が普及し、兵器類の大増産につながったとする。しかし、シュペーアの施策の多くは前任者のトート時代に作られていた。また、シュペーアが改革する前のシステムは戦争初期の大量動員には適したシステムだった。大増産を可能にしたのは弾薬生産用の鋼鉄の配分増加が理由で、合理化ではなかった。中央計画委員会のメンバーはシュペーア方式を破綻させないために国内消費者への石炭割当を減らす方策を取っていた。原材料の供給不足により、シュペーア方式は1942年には破綻しかけていた。イギリス軍がドイツ本土の爆撃を始まると、コークスと鋼鉄・中間部品の供給地だったルール地方も標的となった。1943年のルール地方への爆撃で鋼鉄生産は20万トン減り、部品の不足が起きて軍需産業全てが打撃を受け、シュペーアによる増産計画は予定段階で失敗した。
1942年から1944年の間に工業純生産額が10％伸びたが、軍需物資生産額は3倍に増加し、全体の40％を占めることになった。軍需生産のピークは1944年7月であり、自動車と軍艦が減少したほかはいずれも増大したが、特に戦車の増産が大きかった。1945年の春には石炭不足で稼働する工場が激減したため、ライン川が清流になったという記録がある。

### 労働政策
ポーランド侵攻が開始された9月1日には「労働移動制限令」が発令され、労働力の戦時配置が開始された。1939年9月1日から1940年9月1日までの間に314万人の男子が国防軍に徴兵され、国防軍が動員した労働力総計は1940年に570万人、1942年5月には940万人に達した。このため国防軍を除く労働人口は1942年までに3910万人から3130万人へと減少していた。
1939年3月に施行されていた「ヒトラーユーゲント法第二施行令」によって勤労奉仕義務を持つ10歳から18歳の男女青少年を徴用した。しかし一方で、女子労働者は出征前の兵士と結婚する事例が増えた事、さらに既婚者は夫の労働時間が増えて収入は増えたが、商品を買う機会が減少したこともあり、女子労働者は30万人減少している。また、軍需工場によっては労働力を過剰に確保し、一種の飼い殺し状態にすることもあった。

#### 外国人労働者

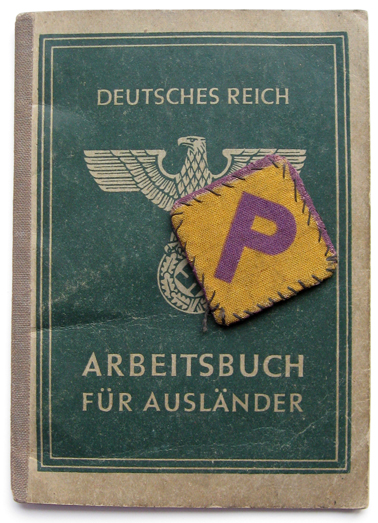
ドイツ国内で働くポーランド労働者が着用を義務づけられた「P」マーク。

政府はこれを補うため、戦争捕虜や囚人の労働力を利用した。対ポーランド戦勝利によって35万人の戦争捕虜と、その他外国人労働者29万5千人が戦争遂行上の重要産業に追加供給された（第二次世界大戦時のドイツによる強制労働）。1940年には20万人のポーランド人がドイツ国内で労働に従事させられた。ドイツ国内のポーランド人は公共交通機関の利用やドイツ人との接触を禁止され、「P」の文字がついた札を身につける必要があった。
独ソ戦開始準備のため労働力はさらに逼迫したため、1941年2月にはゲーリングの布告で軍需省に労働力配置を監督する「軍需大臣点検委員会」（通称・隘路委員会、トート委員会）が設置された。6月20日には委員会の権限はさらに強化され、軍需産業への労働力配置転換をすすめたが、1941年末までに38万4千人と、当初の目標を10万人下回った。独ソ戦の開始はさらに労働力の逼迫を招き、ユダヤ人が軍需工場から追放されたことによってより悪化した。
1942年5月までに420万人の外国人が投入されたが、それを含めても非国防軍労働力は10％減少している。これら労働者は人種によって格付けされ、西欧人（フランス、オランダ、ベルギー）・東欧人（枢軸国国民はドイツ人とほぼ同じ待遇を受けたものの、チェコスロバキア人やポーランド人やソ連人（ロシア、ウクライナなど）は冷遇された。労働者の中でもロシア人に対する待遇は悪く、1941年11月には彼らの「自給」が要求された。この際に食糧次官ヘルベルト・バッケはわらくずや木の葉を混ぜたパンのみを支給することを提案している。この提案自体は通らなかったものの、食糧事情は劣悪であり、1942年4月2日のフリードリヒ・クルップ社の報告では12％のロシア人捕虜が死亡、生存している捕虜も30％以上は労働不能状態である上に、移送されてきたロシア人労働者にはすでに飢餓浮腫が見られたという。さらに過酷な条件の労働者としてはユダヤ人がいたが、彼らに関しては労働を通じた絶滅が行われた（ホロコースト）。

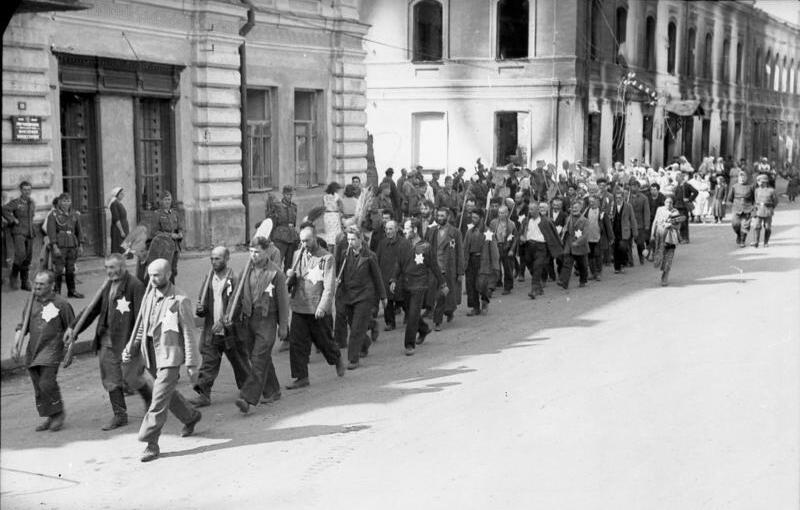
ユダヤ人の強制労働者の行進

1942年5月にはシュペーアの主導でフリッツ・ザウケルが労働力配置総監に任じられ、労働力調整の全責任者となった。ザウケルはソ連領を含む東部占領地域から150万人のソ連人男女をドイツに連行するなど、徴用による労働力確保をさらに推し進めた。このため強制労働者数はさらに増加し、1944年5月には750万人と、国防軍を除くドイツ総労働力数の五分の一を占めるまでになった。また、強制労働者の待遇改善も行われたが、党や政府関係者による横流しが頻発したため、根本的な解決にはならなかった。一方で1942年には女子労働力の徴用が開始されたが、前線兵士への悪影響が考慮され、1944年の時点でもほとんど伸びなかった。
1943年12月には西欧占領地労働者のドイツ国内への移送を優先させるザウケルと、現地で労働させるべきとするシュペーアの関係が悪化した。1944年になるとイタリア・フランスでは労働力徴用が「完全な失敗」と認めざるを得ない状況になり、さらに占領地失陥によって国外労働力確保はさらに困難になった。この経緯によってザウケルの権力は失墜し、シュペーアの軍需省によって権限が吸収されていった。

### 略奪
占領地においては外国為替事務所の傘下にあった通貨保護部隊よって、ユダヤ人などが所有する外貨・貴金属・ダイヤモンド・銀行預金などの押収を行った。

### 終戦
1944年6月にはソ連軍のバグラチオン作戦の開始、米英軍によるノルマンディー上陸作戦による西部戦線の再構築とフランス失陥によって、ドイツは戦時経済の基盤としてきた占領地の多くを失った。そして8月にはドイツの主要な石油供給源であったルーマニアのプロイェシュティ油田を喪失し、燃料不足はさらに深刻になった。1945年には戦局がさらに悪化し、ドイツ国民の平均摂取カロリーは2100キロカロリー、外国人は2000キロカロリー、強制労働者にいたっては生存も維持できない量であった。3月20日、ヒトラーは通称ネロ指令と呼ばれる命令を出し、退却地の生産施設をすべて破壊するよう命じた。この命令はシュペーアの判断によって実行されなかったが、すでにドイツ経済は末期状態となっており、5月に終戦を迎えた。

### 統計
|          | 1939年 | 1940年 | 1941年 | 1942年 | 1943年 | 1944年 |
| -------- | ------ | ------ | ------ | ------ | ------ | ------ |
| ドイツ   | 20     | 35     | 35     | 51     | 80     | 100    |
| 日本     | 10     | 16     | 32     | 49     | 72     | 100    |
| アメリカ | 2      | 5      | 11     | 47     | 91     | 100    |
| イギリス | 10     | 34     | 59     | 83     | 100    | 100    |
| ソ連     | 20     | 30     | 53     | 71     | 87     | 100    |

| 産業分野       | 1938年 | 1939年 | 1940年 | 1941年 | 1942年 | 1943年 | 1944年 |
| -------------- | ------ | ------ | ------ | ------ | ------ | ------ | ------ |
| 原料           | 21     | 21     | 22     | 25     | 25     | 24     | 21     |
| 兵器           | 7      | 9      | 16     | 16     | 22     | 31     | 40     |
| 建物           | 25     | 23     | 15     | 13     | 9      | 6      | 6      |
| その他の投資財 | 16     | 18     | 18     | 18     | 19     | 16     | 11     |
| 消費財         | 31     | 29     | 29     | 28     | 25     | 23     | 22     |